# Gandul (despoblado)
Gandul es un despoblado situado en el término municipal de Alcalá de Guadaíra (provincia de Sevilla, España) a 6 km al este del casco urbano cercano al límite con Mairena del Alcor. Fue un municipio independiente hasta 1840, cuando quedó absorbido por Alcalá de Guadaíra debido a su escasez de vecinos, pasando a ser desde entonces una finca agrícola. En sus inmediaciones se encuentra una importante zona arqueológica en la que hay dólmenes calcolíticos y restos de una antigua ciudad ibero-romana. 
De la antigua villa de Gandul se mantienen en pie todavía algunos edificios: una torre medieval, la iglesia de San Juan Evangelista (siglos XV-XVI), el palacio de los Marqueses de Gandul (siglo XVII) y la antigua Casa del Concejo (siglo XVIII).
En el Siglo de Oro varios escritores como Cervantes, Lope de Vega y Calderón de la Barca citaron en sus obras al pan de Gandul, que era el de mejor calidad que se podía consumir en Sevilla.

## Toponimia

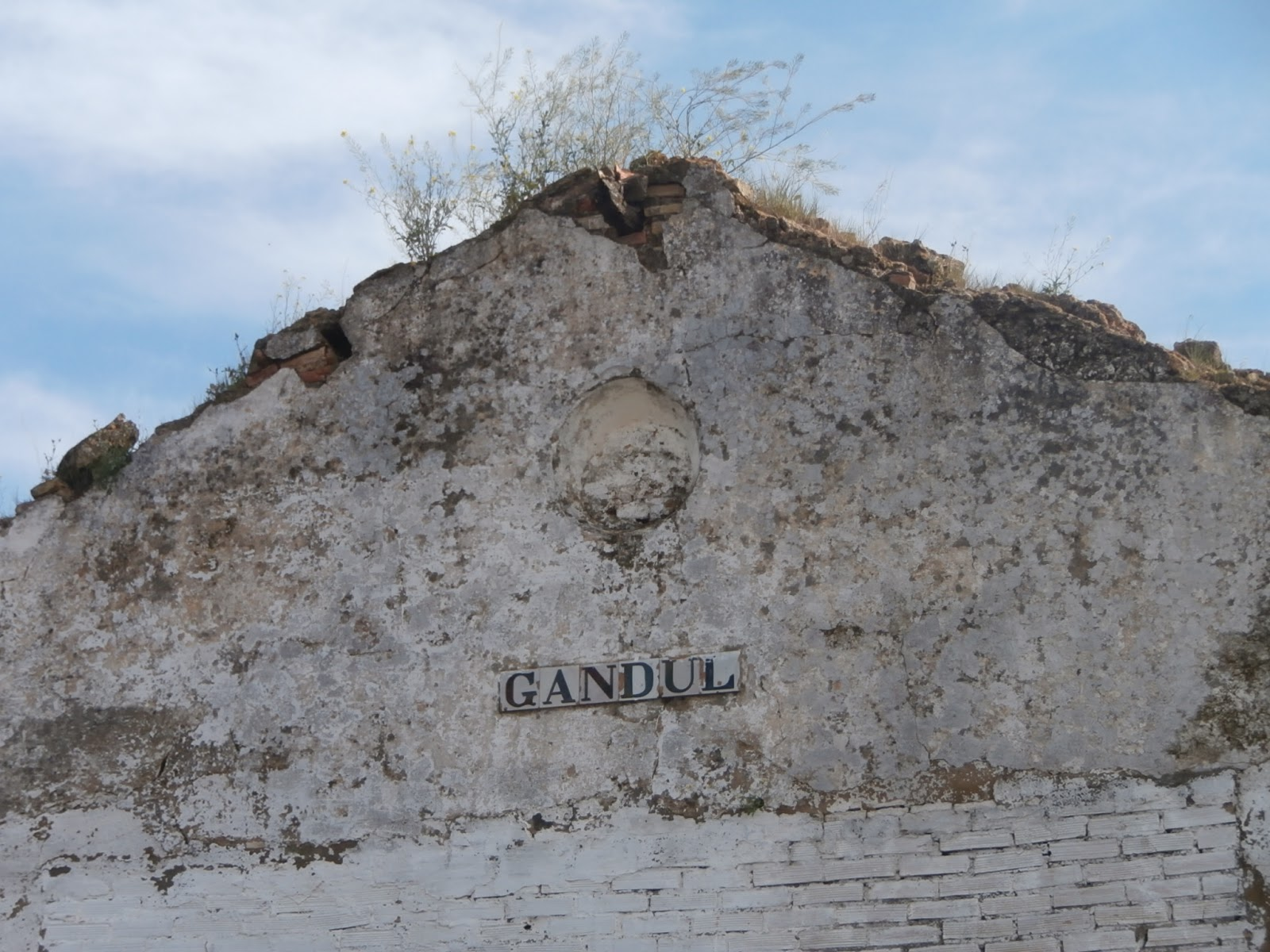

En la década de 1980 se publicaron algunos trabajos arqueológicos que se estaban realizando en la zona, cuyo nombre era referido erróneamente como El Gandul. A pesar de que tanto en la documentación antigua como en el habla de los pueblos cercanos se utiliza siempre el topónimo sin el artículo, desde aquellas publicaciones ha sido relativamente frecuente que la prensa de la provincia, así como muchos autores a nivel académico, utilizaran la expresión El Gandul para referirse al estado de conservación de esta importante la zona arqueológica de Los Alcores.
Gandul es uno de los pocos topónimos de Andalucía Occidental analizados por el filólogo Ramón Menéndez Pidal. Lo juzgó proveniente del prerromano ganda, que significa pedregal, cuya existencia al menos en otras zonas de Europa está demostrada. Apoyando el argumento de Menéndez Pidal se hallaba la circunstancia de que en el emplazamiento del despoblado de Gandul se encuentran numerosos estratos rocosos que afloran del escarpe de Los Alcores, así como señales de la existencia de antiguas canteras de extracción de sillares. Esta hipótesis fue rechazada por Joan Corominas argumentando que Gandul era un topónimo moderno que hacía alusión a una variedad vegetal, la Nicotiana glauca, popularmente conocida en castellano como «árbol gandul» o «tabaco moruno». Sin embargo Corominas cayó en el error de que la planta a la que se referería llegó a Europa procedente del continente americano, mientras que el topónimo «Gandul» ya aparece en el Libro del Repartimiento del Reino de Sevilla a mediados del siglo XIII. 
El profesor Pascual Barea, de la Universidad de Cádiz, ha venido últimamente a reforzar la hipótesis de Corominas, aunque con un importante matiz. Pascual Barea mantiene que en época andalusí se denominaba también «gandul» a la retama espinosa, también conocida como aulaga, y por extensión a las demás variedades de retama, por lo que pudo ser más que factible que el topónimo fuera de origen árabe y que hiciera referencia a esta variedad vegetal.

## Situación geográfica
El despoblado de Gandul se halla al este del término municipal de Alcalá de Guadaíra, en el límite con Mairena del Alcor y muy cerca de la autovía A-92. Se encuentra geográficamente enclavado en el escarpe de Los Alcores, a lo largo de un antiguo puerto que ascendía desde la vega del Guadaíra hasta la coronación de la meseta, en dirección a Alcalá y Sevilla. Desde el lugar se domina visualmente buena parte de las planicies de la vega que están dentro de los términos municipales de Alcalá, Mairena y Carmona, las suaves ondulaciones de La Campiña coronadas a lo lejos por los pueblos de Arahal, Paradas y Marchena, parte de los alrededores de Utrera y por supuesto, la Sierra Sur de Sevilla, a cuyos pies se vislumbra Morón de la Frontera.
Lo que queda de la antigua villa de Gandul, situada al borde del escarpe de Los Alcores con vistas a la vega, está en una orientación y posición topográfica similar a la de los cascos urbanos de las vecinas Mairena del Alcor, El Viso del Alcor y la propia Carmona.
El punto más alto del escarpe de Los Alcores en el despoblado de Gandul lo constituye el llamado Cerro de San Juan, a unos 100 m s. n. m., en cuya ladera permanece en pie la antigua parroquia del lugar. Siguiendo la línea del escarpe unos 2 km al este del despoblado también son relevantes las alturas de la conocida como Mesa de Gandul, una superficie amesetada que se asoma a la vega desde las alturas de Los Alcores y cuyas laderas se encuentran cubiertas de un denso bosque de acebuches y alcornoques. Algo retirado del escarpe de la Mesa de Gandul, internado ya en el altiplano, se levanta el cerro del Toruño, una elevación artificial del terreno relacionado con el sistema defensivo de un oppidum turdetano.
De una galería subterránea o mina, excavada en la pared calcarenítica del escarpe, nace un manantial de agua que constituía la principal fuente de la población. Este manantial origina el arroyo conocido como Madre de Gandul, que desemboca en la margen derecha del río Guadaíra pocos kilómetros más abajo, en plena vega.
Los límites orientales más extremos que alcanza el topónimo “Gandul” están a orillas de otro arroyo, el Salado de Paradas, tributario del Guadaíra por su margen derecha, que sirve también de límite entre los términos municipales de Alcalá y Mairena del Alcor. A occidente las tierras de la actual finca de Gandul limitan con la carretera A-360 (Alcalá-Morón), al norte con la Vía Verde de los Alcores y al sur con el río Guadaíra.

## Comunicaciones

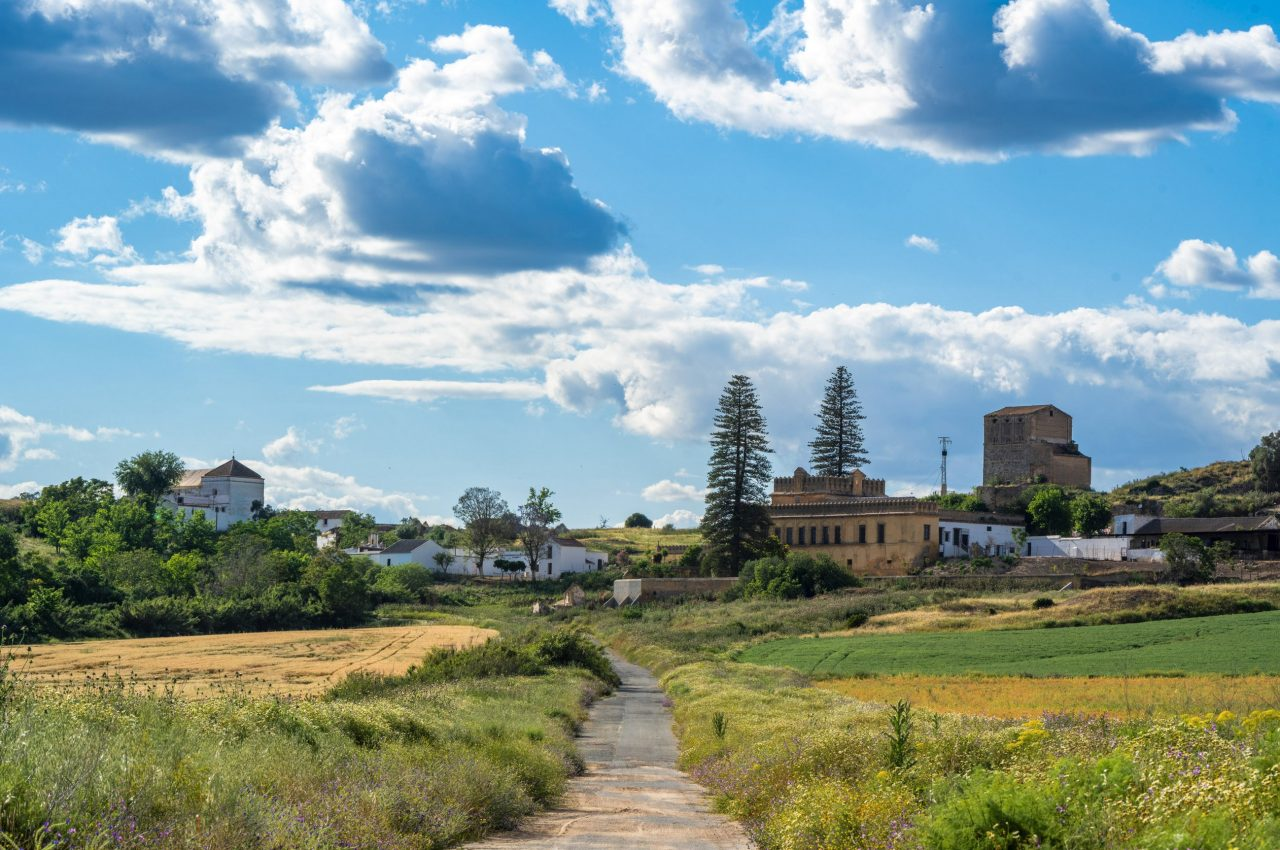
Acceso a Gandul de un tramo de la N-334 (antigua carretera Sevilla -Antequera) que quedó sin uso después del trazado de la autovía A-92.

El principal acceso al despoblado y al cortijo de Gandul es la autovía A-92, a través de su salida 15 (San Juan de Dios). Si se toma la salida viniendo desde Sevilla y con dirección Málaga-Granada, una vez cruzado el paso elevado, se gira a la derecha para seguir paralelo a la autovía por un tramo de la antigua carretera N-334 Sevilla-Antequera, también llamada comúnmente Carretera de Málaga, que ha quedado en desuso solo para acceder a la finca. Si se viene en dirección contraria, hacia Sevilla, se puede abandonar la autovía en cualquier salida o cambio de sentido y tomar un camino sin asfaltar (antigua vía pecuaria) que recorre paralelo la autovía desde Arahal. Cuando el camino llega al arroyo Salado, lo cruza mediante un sencillo puente sobre tuberías de hormigón que resulta impracticable en épocas de lluvia. A continuación se toma el antes mencionado ramal muerto de la antigua carretera Sevilla-Antequera hasta Gandul.
Hay otros accesos al despoblado que son caminos sin asfaltar. Uno de ellos es a través de la vía provincial SE-208, que partiendo de la autovía A-92 en sus salidas 12 o 12B recorre una zona de parcelas rústicas conocida cono La Lapa y deja a la izquierda la fábrica de blindados Santa Bárbara, el eucaliptal del antiguo campamento militar de Las Canteras y, finalmente, el centro penitenciario de mujeres, donde acaba el asfalto de la vía. El camino de tierra que deja al descubierto el alquitrán es la antigua vereda de Gandul, que permanece bajo el trazado de la estrecha calzada de la SE-208 y de parte del recorrido de la A-92 en dirección Sevilla, hasta la Venta de la Liebre. Esta vía pecuaria permitía la circulación de ganado directamente desde Gandul a Sevilla, sin necesidad de atravesar Alcalá de Guadaíra ni de utilizar caminos reales destinados al tráfico humano. Desde el centro penitenciario, donde acaba el asfalto, ya se divisa el despoblado. Solo hay que bajar una pendiente y cruzar la Vía Verde de los Alcores para internarse entre las ruinas del antiguo molino de aceite y la posada de Gandul.
La Vía Verde de los Alcores pasa tangencialmente por el despoblado, muy cerca de las ruinas existentes en el extremo oeste de la antigua villa. Era el trazado del ferrocarril Sevilla-Carmona y en la actualidad se utiliza para la práctica de rutas en bicicleta. Es una vía de acceso a Gandul tanto desde Alcalá como desde Mairena, el Viso o Carmona.
Desde la carretera autonómica intercomarcal A-360 (Alcalá-Morón), entre el Castillo de Marchenilla y el puente sobre el Guadaíra, parte un camino entre las tierras de cultivo de la vega y el escarpe de Los Alcores en la zona conocida como Las Majadillas. Se trata del camino bajo de Gandul a Marchenilla y entra en el despoblado subiendo por el sur, atravesando un túnel que pasa bajo la A-92.

## Historia

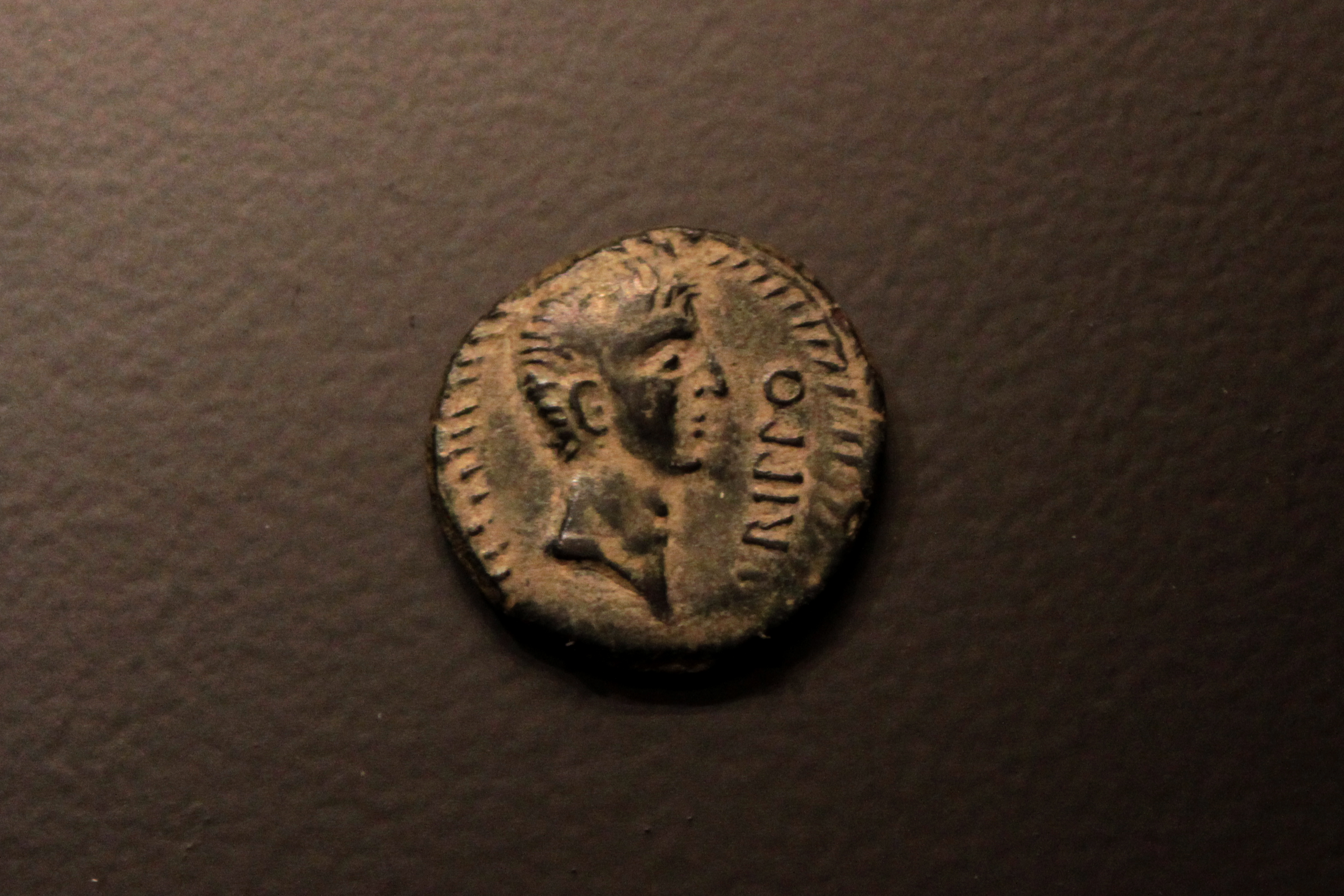
Semir de Irippo de los siglos II al I a. C.

La referencia escrita más antigua que se conserva de Gandul aparece en el Repartimiento de Sevilla, con motivo de la conquista castellana de 1248. Aunque atendiendo a los dólmenes y a los numerosos restos cerámicos ibero-romanos que aparecen en su entorno, cabe considerar en Gandul un largo poblamiento ininterrumpido desde la Prehistoria.

### Edad Antigua
El origen del asentamiento pudo ser una pequeña entidad de población dentro de la órbita de la cercana ciudad que existió en la Mesa de Gandul, desde al menos finales del III milenio a. C. hasta época tardorromana. Esta ciudad parece que se llamó Irippo y jugó un importante papel como parte del itinerario de la vía Hispalis-Anticaria entre la propia Hispalis y Basilipo (Cerro del Cincho, cerca de la actual Arahal). En época imperial, Irippo se rodea de toda una corona de grandes explotaciones agrarias (villae) que permanecen activas hasta el siglo IV d. C. en la mayoría de los casos.

### Edad Media
Pascual Barea, en su estudio sobre el origen filológico del topónimo, mantiene que el origen del actual despoblado de Gandul pudiera fecharse a principios del siglo IX, cuando surgiría un asentamiento agrícola andalusí en torno a una fuente conocida como Ayn al-Qandul (la Fuente de la Aulaga o de la Retama), que podría ser el nombre dado en la época al manantial donde nace el arroyo Madre de Gandul. En cualquiera de los casos, lo cierto es que en algún momento indeterminado de la Edad Media cobra especial importancia la pequeña alquería de Gandul. Ya no tiene sentido que el camino de Sevilla a Antequera pase por la abandonada ciudad de Irippo, y en consecuencia, el puerto por el que la vía desciende las colinas de Los Alcores se traslada a Gandul.
En época Almohade se construye una torre almenara en este lugar como parte del sistema defensivo articulado en torno al castillo de Alcalá de Guadaíra. La torre que actualmente permanece en pie es de factura cristiana con importantes reformas en el siglo XVII.
Con la conquista del reino andalusí de Sevilla por parte de Fernando III el Santo, Gandul entra en el lote de alquerías, heredades y donadíos que se reparten entre los que participan en la conquista. Gandul y el cercano lugar de Marchenilla, también asomado al escarpe de Los Alcores en el ascenso desde la vega del camino de Morón, son vinculados a la villa de Alcalá de Guadaíra, que a su vez estaba integrada en el alfoz de Sevilla. De hecho, las atalayas de Gandul y Marchenilla quedan bajo la autoridad del alcaide del castillo de Alcalá, nombrado por el cabildo de Sevilla.
Aparte de la mención en varias ocasiones en el Libro del Repartimiento, nada se sabe de Gandul y Marchenilla durante el primer siglo de ocupación cristiana. Al parecer, la repoblación de ambos lugares tuvo lugar en el siglo XIV, y con toda seguridad siguió el modelo de fundación de un pequeño castillo o torre fortificada al que los monarcas dotan de un término en función de la importancia estratégica de la zona, próxima a la frontera granadina.
Algo más de un siglo después del repartimiento cristiano del reino de Sevilla, la segunda referencia histórica a Gandul tiene lugar en 1369 en el contexto de las mercedes concedidas por Enrique II, recién coronado rey de Castilla, a quienes le han ayudado en la Guerra Civil contra su hermano Pedro I. Entre estas concesiones reales Enrique II otorgó a Arnao de Solier, sobrino de Beltrán Duguesclin, de las Compañías Blancas francesas, el estado de Villalpando, en la comarca zamorana de Tierra de Campos. En el mismo documento, le hace también merced de dos pequeñas aldeas del alfoz de Sevilla: Gandul y Marchenilla. La razón del otorgamiento de estados tan distantes entre sí responde, al parecer, a que Arnao de Solier aspiraba a construirse un poderoso feudo en Castilla, y en consecuencia pidió al monarca una villa en Tierra de Campos y otra u otras en Andalucía. La preferencia de Arnao de Solier era crearse ese gran señorío en tierras zamoranas, pero sabía bien que allí dominaban los Manrique y por ello podría resultar difícil la expansión en esa zona. En tal caso, los dos modestos lugares de Gandul y Marchenilla servirían para construir un nuevo estado señorial lejos de las injerencias de otras grandes familias. Por otro lado, la elección por parte de Enrique II de dos alquerías del alfoz de Sevilla para premiar a Arnao de Solier, posiblemente respondiera a una especie de represalia hacia el cabildo hispalense, el cual se había mostrado claramente a favor del rey Pedro I durante la Guerra Civil. Sevilla y Alcalá de Guadaíra, en cuyo término estaba Gandul, aunque no protestaron formalmente por la decisión real jamás aceptaron esta concesión, y de hecho fue la fuente de numerosos conflictos durante siglos entre estos cabildos municipales y los señores de Gandul.
Arnao de Solier pasa el resto de su vida en Villalpando muriendo en 1390. Sus estados los hereda su hija María de Solier, que casa poco después con Juan de Velasco, hombre de confianza del por entonces rey de Castilla, Enrique III, Merino Mayor de Castilla, Camarero mayor del monarca y heredero de un gran dominio territorial situado entre las montañas de Burgos y el Cantábrico. Desde entonces, Gandul pasó a integrarse en el gran estado señorial de los Velasco.
A la muerte de Juan de Velasco y de María de Solier, las dos aldeas de Gandul y Marchenilla son otorgadas al hijo menor del matrimonio, Alfonso de Velasco. Por primera vez ambos lugares constituyen los dominios particulares y únicos de un miembro del linaje. Alfonso de Velasco, tras recibir su herencia, trasladó su residencia a Sevilla para estar más cerca de sus estados. Allí se convirtió en un personaje influyente de la ciudad: veinticuatro, alcaide del castillo de Fregenal de la Sierra, Juez de Suplicaciones, alcalde mayor de las alzadas, presidente del consejo del rey… En 1450 consiguió de Juan II licencia para vender en Sevilla la harina de sus molinos de Gandul y Marchenilla fuera de la alhóndiga, sin tener que pagar el impuesto de la ciudad. En 1477 ordenó en su testamento que se labrase de nueva planta una capilla mayor en la iglesia de Gandul y que ésta ocupara 
la misma anchura de la nave del templo.
Alfonso de Velasco murió sin hijos y cedió su estado a su sobrino, Pedro Fernández de Velasco, II conde de Haro y condestable de Castilla. De esta manera Gandul volvía al tronco principal del linaje de los Velasco. Con la muerte del influyente Alfonso de Velasco, el cabildo de Sevilla se ve libre para obligar a los molineros de Gandul a vender su harina dentro de la alhóndiga, así como para exigir que se le devuelva la jurisdicción de sus villas de Gandul y Marchenilla que Fernando III y Alfonso X incluyeron en su alfoz. Las exigencias de Sevilla no se cumplieron y al final los señores de Gandul conservaron sus privilegios. Aunque a partir de ahora su jurisdicción señorial se vería reducida a cincuenta pasos alrededor de la villa de Gandul y del castillo de Marchenilla. El resto de las propiedades del señor de Gandul y Marchenilla en la zona quedaban así en término de Alcalá, lo que significaba que aunque el señor conservara su propiedad, jurisdiccionalmente quedaban dentro de este término municipal y fuera de su señorío.

### SiglosXVIyXVII

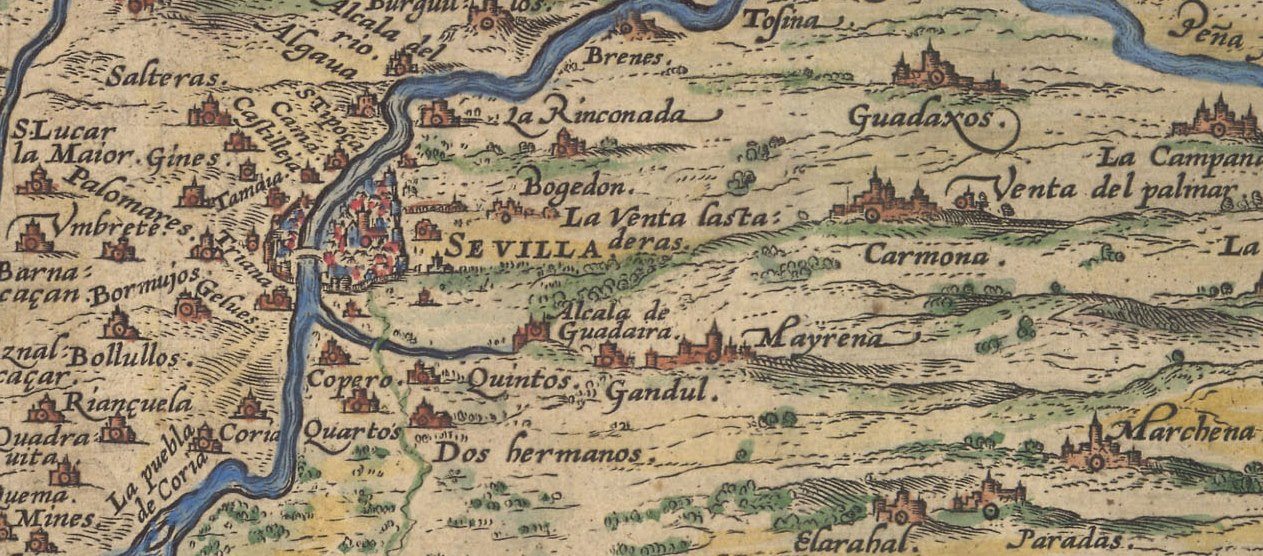
Gandul en el mapa Hispalensis conventus delineatio, de Jerónimo Chaves (1579)

Durante el siglo XVI los Velasco pierden el interés por conservar Gandul y Marchenilla entre sus estados, y después de conseguir de Carlos I la aprobación para enajenar estos lugares, se disponen a buscar comprador. En 1537 extienden una carta de compraventa a doña Mencía de Guzmán, viuda de Pedro Téllez-Girón, conde de Ureña y señor de Osuna. En el documento se dice que Gandul tenía 70 vecinos y que Marchenilla era tan solo una fortaleza habitada por el personal militar, aparte de los habitantes de las huertas y molinos de harina cercanos al castillo. Por un bucle en la política matrimonial de las dos casas, la heredera de Mencía de Guzmán y de su difunto esposo Pedro Téllez-Girón, se casa años más tarde con un miembro de la familia Velasco. Con lo que otra vez Gandul y Marchenilla vuelven al tronco principal de la casa.
El 5 de abril de 1593 el condestable Juan Fernández de Velasco vende definitivamente el señorío de Gandul; esta vez a Miguel Martínez de Jáuregui, un veinticuatro de Sevilla con negocios en Indias que desea invertir su patrimonio en la obtención de un señorío. Gandul estaba atravesando su mejor momento como población gracias a las ventajas económicas obtenidas por el tráfico del camino que conduce a Sevilla desde Andalucía Occidental y la dedicación de buena parte de sus habitantes al abastecimiento de harina, pan, frutas y aceite tanto a la urbe como a su puerto, por aquellos años de los principales de Europa. Cuando Miguel Martínez de Jáuregui adquirió la villa, contaba ya con 148 vecinos, unos 600 habitantes.
Los Jáuregui, una familia de hidalgos de la ciudad, acaudalados y con claras pretensiones de ascenso social, se hacen presentes en su nuevo señorío labrando una magnífica residencia y casa de labor: el palacio de Gandul; y habilitando en la capilla mayor de la iglesia de San Juan Evangelista una cripta de enterramientos.
A principios del siglo XVII el caserío de la villa de Gandul supera el centenar de viviendas, alineadas en su mayoría a lo largo de la calle Real, que se corresponde con la bajada del camino de Antequera a través del escarpe de Los Alcores, y otras calles secundarias como las de Cantarranas, Lumbreras (salida hacia Mairena), Barandas (subida al castillo) y la callejuela del Horno de Vinagre. Al este de la población, entrando desde Arahal, se sitúa el palacio construido por los nuevos señores de Gandul, en cuya delantera se encuentra una plaza y la fuente pública. Al oeste, cuando el camino sale de la villa en dirección a Alcalá y Sevilla, se levantan la ermita de San Sebastián, el molino de aceite y la posada. En medio del eje urbano se sitúan la parroquia de San Juan Evangelista y su casa rectoral, la capilla y hospital de la Vera-Cruz y la Casa del Concejo. En los alrededores del pueblo, tres molinos harineros movidos por la Madre de Gandul, un lavadero público, varias huertas de frutales, una era comunal y una vieja torre defensiva deshabitada completaban el paisaje.
En 1699, Carlos II concede a Miguel de Jáuregui y Guzmán, señor de Gandul y Marchenilla, el título de Marqués de Gandul, para él y sus herederos.

### SigloXVIII

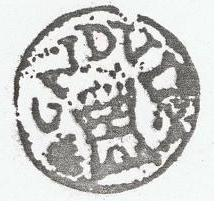
Sello municipal, compuesto por una torre y la leyenda GANDVL en letras mayúsculas

Conforme Sevilla va internándose en la crisis económica de su comercio indiano, Gandul va sufriendo una considerable pérdida demográfica. En 1717 acabó definitivamente la primacía comercial del puerto de Sevilla, y ya a mediados de la centuria Gandul solo conserva 39 vecinos. Cuando, a lo largo de la segunda mitad del siglo, el panorama económico cambia y se reactiva la economía agraria, Gandul ya no podrá competir con las poblaciones cercanas, que terminarán por atraer a muchos de sus habitantes. En 1791 solo se registran 18 vecinos.
Es en esta época, en los momentos finales del Antiguo Régimen en España, cuando la villa de Gandul ofrece las muestras más expresivas que anuncian su muerte institucional. El cabildo municipal, reducido a su mínima expresión, está compuesto por un alcalde, un regidor y un síndico procurador general. El marqués nombra a los miembros del cabildo y ejerce él mismo como alcalde mayor, cargo que detenta en régimen perpetuo como señor del lugar. Su vecindario estaba compuesto por 2 labradores con bueyes propios, un mesonero, un estanquero, un escribano, 4 molineros, un hornero, 6 criados del marqués y 24 braceros o gañanes. Los únicos bienes de los que dispone este ayuntamiento consisten en una dehesa, el Palmar y Mesa de Gandul, que para colmo están en término de Alcalá. La tiene arrendada el marqués para su ganadería propia y es ésta renta precisamente la fuente de ingresos más importante de que dispone el cabildo municipal.

### SiglosXIXyXX
La Guerra de la Independencia parece ser el principio del fin de Gandul como villa. En enero de 1810 las tropas francesas saquean el pósito de grano y la iglesia. Entre las 12 familias que residen allí, apenas quedan vecinos desahogados económicamente que se hagan cargo de la gestión del ayuntamiento. El escribano viene solo unos cuantos días al año desde Alcalá para poner en orden la documentación municipal. Gandul es ya de hecho un despoblado en el que la mayoría de sus habitantes son jornaleros de las tierras del marqués.

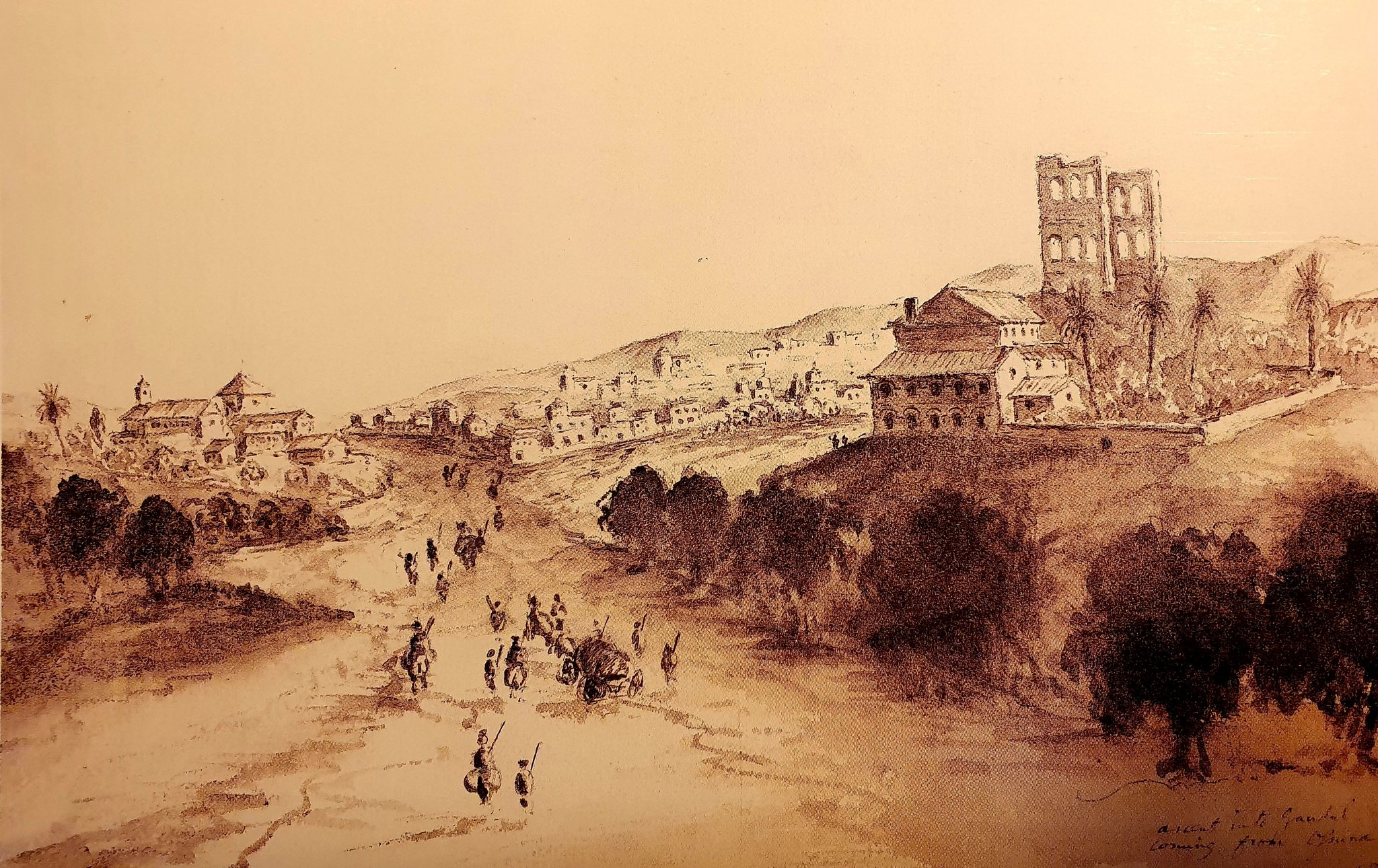
Ascent in to Gandul comming from Osuna, por Richard Ford (1830)

En 1837, con la desaparición definitiva del Antiguo Régimen en España y la puesta en vigor de una nueva constitución, quedan finalmente abolidos los señoríos jurisdiccionales y, por consiguiente, se empiezan a constituir los ayuntamientos en virtud del principio liberal de soberanía nacional. Tres años después, en 1840, la Diputación Provincial de Sevilla ordena la incorporación al término municipal más cercano de aquellos donadíos y despoblados que no tuviesen un número suficiente de vecinos como para crear un ayuntamiento constitucional. Se da la circunstancia que de todos los lugares y villas despobladas cuyo término se suprime en aquella época en la provincia de Sevilla (Gelo, Castilleja de Talhara, Quema, Heliche...), Gandul es con diferencia el núcleo de mayor entidad, ya que el resto son en realidad cortijos o haciendas que se habían conservado dentro de una jurisdicción señorial y un término propio. No en vano, en el Catastro de Ensenada, realizado casi un siglo antes de la supresión, en 1749, Gandul (con 30 vecinos) es el único de estos lugares, junto con Heliche (con 16 vecinos), que es calificado como villa y no como villa despoblada, tal y como son denominados ya en el mismo documento los demás municipios de la provincia que se disolverán en 1840.
En virtud de las disposiciones legales de 1840, se suprime la jurisdicción territorial del antiguo señor de Gandul (aunque se respeta su condición de propietario), las tierras del señorío se incorporan al término de Alcalá y sus habitantes pasan a ser considerados como vecinos del mismo, disfrutando de todas las prerrogativas legales que poseen el resto de habitantes del municipio. Según establecía la ley, los bienes de propios de estos despoblados debían incorporarse a los de la población en la que se integrasen. Sin embargo, tras un largo pleito, el marqués consigue la propiedad de la dehesa de Gandul, único bien de propios que tenía el municipio desaparecido.
En el momento de la incorporación contaba el pueblo con el palacio del marqués, destinado a labor y prácticamente abandonado como residencia; 7 casas humildes, algunas techadas de paja, y habitadas por los trabajadores; una posada, donde hacen noche, sólo algunas temporadas de invierno, parte de los arrieros que se dirigen a Marchena, Morón y Arahal desde Sevilla; tres molinos harineros de cubo y una piedra cada uno, que muelen seis meses del año, porque en verano se reduce el caudal del manantial; 5 huertas y un molino de aceite, todo ello propiedad del marqués, salvo una casa que pertenece a la fábrica parroquial. La mayor renta la obtiene por los molinos (28.442 reales).
Vivían en el pueblo unas 45 personas, todos, excepto el cura, que la mayor parte del año reside en Alcalá, jornaleros y trabajadores del marqués. Los pocos artículos que necesitan los compran en Alcalá y Mairena, como señala un informe del ayuntamiento de Alcalá de este momento, “...pues la mayor parte del año lo pasan en la inmediata villa de Mairena de donde verdaderamente pueden entenderse vecinos, se surten de ella y de este pueblo porque en la aldea no hay ningún establecimiento de donde pueden hacerlo."
Después de la supresión del municipio, Gandul quedó como una pedanía o aldea de Alcalá, con iglesia parroquial y cementerio, en la que todos sus habitantes trabajaban las tierras del mismo propietario, el cual también poseía las pocas casas y edificios que quedaban en pie.
Al pasar de ser señores jurisdiccionales a simples propietarios agrarios, los marqueses de Gandul iniciaron en la segunda mitad del siglo XIX un proceso regenerador que haría del despoblado una explotación agraria modélica. Importaron modernas máquinas de Inglaterra, adaptaron la antigua posada y el molino de aceite para convertirlos en una hacienda, construyeron naves para criaderos de ganado: zahúrda, vaqueriza… Las pocas casas que quedaron en pie en la calle Real junto con la vieja Casa del Concejo sirvieron para albergar a los trabajadores permanentes de la finca y a sus familias. En cambio los jornaleros que venían en épocas de recolección se alojaban en la gañanía de la hacienda, en lo que fue la posada. Rehabilitaron también el antiguo palacio de Gandul y organizaron en la antigua plaza que existía frente a él un jardín al estilo francés.
En la década de 1870 se trazó una línea de ferrocarril entre Sevilla y Carmona, disponiendo la compañía ferroviaria una pequeña estación a su paso por Gandul. El tren sirvió para el transporte a Sevilla de la producción agrícola de la finca y para facilitar la comunicación entre los campesinos que residían allí y los pueblos vecinos de Mairena y Alcalá. La línea estuvo activa hasta 1961.
Durante la segunda mitad del siglo XX se produjeron una serie de cambios socioeconómicos que transformaron definitivamente el campo andaluz. La docena de familias que vivían de forma permanente en Gandul abandonaron el lugar y quedaron sin uso muchas dependencias de la explotación. Hoy en día Gandul sigue siendo una finca privada, aunque reducida al palacio y a algunas dependencias de uso agrícola anexas a él.

## Elementos del despoblado

### La estación

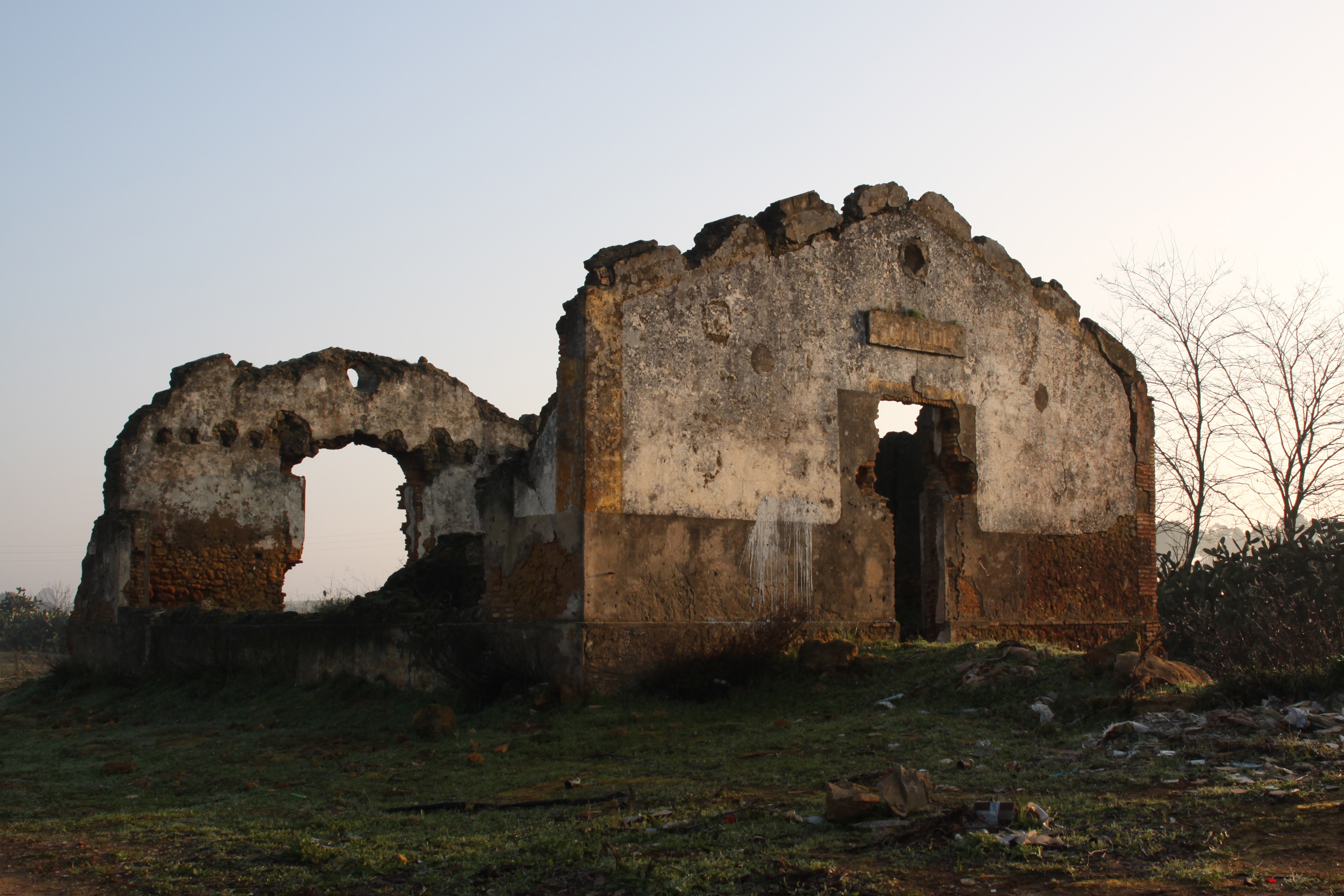
Ruinas de la estación.

En 1876 el ferrocarril Sevilla-Alcalá de Guadaíra pasaba por las inmediaciones del caserío de la finca de Gandul camino de Mairena del Alcor, hasta donde se había ampliado la línea. En 1880 llegó hasta Carmona gracias al impulso de la empresa concesionaria: Compañía de los Ferrocarriles Andaluces.
Fruto de las negociaciones del entonces propietario de la finca, José Pacheco y Aragón, VI Marqués de Gandul, con los responsables de la compañía, fue posible la construcción de una pequeña estación al paso de la línea por el despoblado. El edificio, de una sola planta y cubierta a dos aguas, estaba integrado por una vivienda para el ferroviario y su familia y una sala de espera de pasajeros. La línea tuvo una escasa rentabilidad y se acabó suprimiendo a lo largo de los años sesenta del siglo XX. Actualmente, de la estación de Gandul solo quedan en pie las paredes.

### La posada

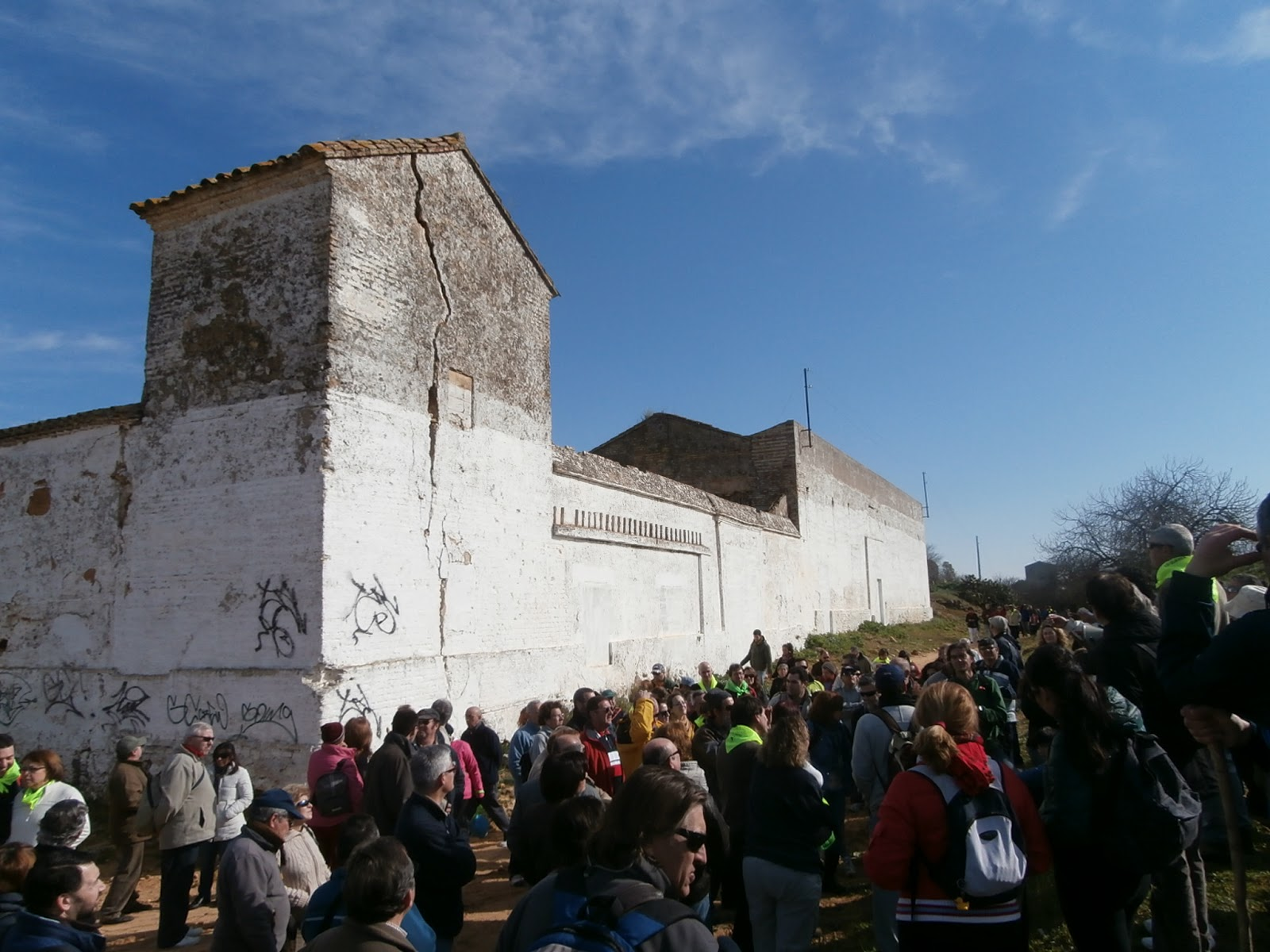
Torre de contrapeso del molino de aceite y fachada al camino de la antigua posada de Gandul.

Se encuentra en el extremo occidental del despoblado, al inicio de la antigua calle Real, formando un recinto cerrado de planta rectangular. Originalmente eran dos edificios separados: la posada y el molino de aceite, ambos propiedad del marqués y probablemente construidos entre los siglos XVI y XVII. Estuvieron activos en su primitiva funcionalidad hasta la segunda mitad del siglo XIX.
En mayo de 1829, la posada de Gandul recibió la visita del escritor y viajero estadounidense Washington Irving, durante la primera jornada de su viaje desde Sevilla a Granada. Así relató la experiencia posteriormente en su famosa obra Cuentos de la Alhambra (1832):

En Gandul encontramos una aceptable posada. Las buenas gentes que la regentaban no pudieron decirnos la hora que era, cuando la preguntamos; el reloj que tenían daba únicamente dos campanadas, a las dos de la tarde, y hasta que esto sucedía no había otro remedio que adivinar la marcha del sol. El hambre que nos acosaba nos hizo pensar en la necesidad de reparar las fuerzas con un buen alimento, y dejando los caballos, ordenamos la comida.

Con las medidas modernizadoras que los marqueses de Gandul imprimieron en su antiguo señorío a lo largo de la segunda mitad del siglo XIX, los dos edificios se integraron en un solo conjunto unitario. Se le conoció como «La Posada» y pasó desde entonces a centralizar el intenso tráfico agrícola de la explotación, al modo de las clásicas haciendas de la comarca: cuadra, pajar, tinao (establo para los bueyes), gañanía, vivienda de caseros, almazara, patio de labor, guadarnés, sala de máquinas, etc. Los graneros de la finca, en cambio, siguieron permaneciendo en el palacio.
La Posada quedó sin uso a lo largo de las últimas décadas del siglo XX, al igual que otras muchas haciendas y cortijos del campo andaluz, debido a los cambios en los sistemas de cultivo y en la forma de explotación agrícola tradicional. Desde entonces sufre un progresivo estado de deterioro y ruina, aunque todavía conserva buena parte de su estructura en pie.

### La calle Real

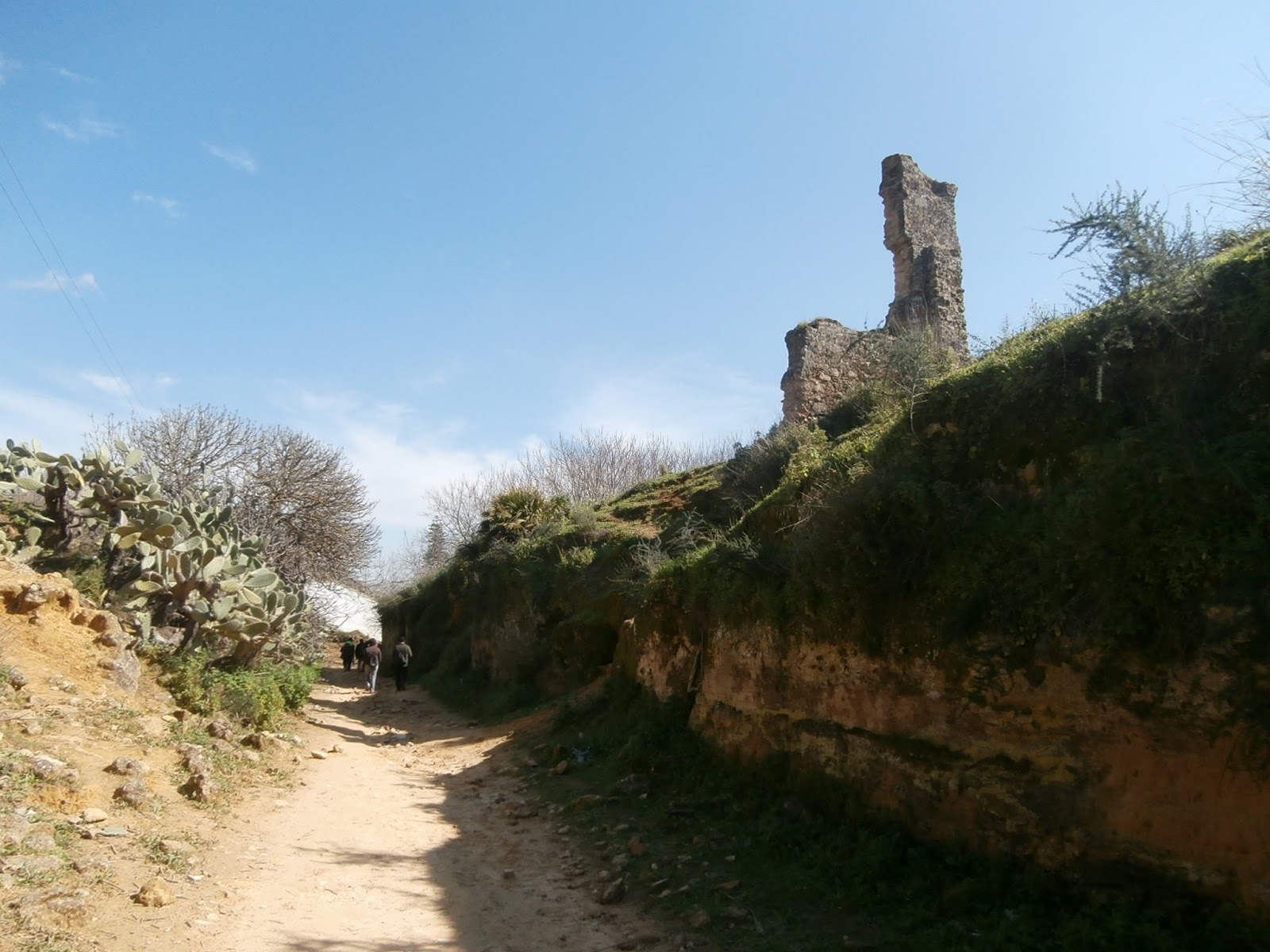
Antigua calle Real de Gandul

Era la calle principal, el eje a lo largo del cual se desarrollaba la población de Gandul. Constituía un modesto puerto por el que el camino real de Sevilla a Antequera descendía las colinas de Los Alcores para internarse en la vega, con dirección a Arahal. De hecho, esta travesía era conocida como «cuesta de Gandul». Para suavizar la pendiente de la vía, ésta había sido excavada en el perfil natural del terreno de tal manera que, en algunas zonas de la antigua calle Real, las ruinas de las casas y edificios que se levantan a su paso se hallan a más de 2 m de altura por encima del firme del camino.
Durante la primera mitad del siglo XIX, el tramo del camino de Sevilla a Antequera comprendido entre Gandul y Arahal era el que se encontraba en peores condiciones de todo el trayecto. Especialmente incómoda era la cuesta de Gandul debido a la estrechez y encajonamiento del camino a su paso por la aldea. Debido a esto, en 1850 el gobierno central, a petición del gobernador de la provincia, financió el trazado de una variante más ancha y con menos pendiente que bordeara Gandul por el sur, dando origen al tramo de la antigua carretera de Málaga que todavía subsiste al margen de la autovía A-92.

### La cárcel

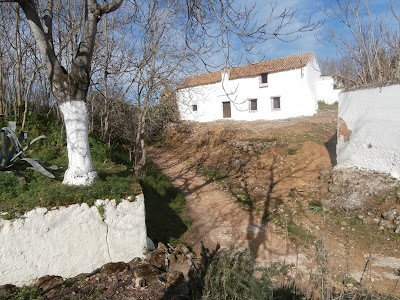
Antiguo ayuntamiento de Gandul.

Con este nombre se conoce al edificio que utilizaba el cabildo municipal de Gandul como casa consistorial. Tuvo las funciones de escribanía pública, calabozo y pósito de grano. Fue construido en el siglo XVIII, siguiendo las mismas características que la vivienda de cualquier labrador acomodado de la época en la Baja Andalucía. La nota de distinción con respecto a otro edificio la aporta un reloj de sol coronando la fachada y la tupida reja del calabozo.
Posee fachada de dos plantas: la baja la ocupan el calabozo municipal y las dependencias del cabildo, a uno y otro lado del corredor que comunica la puerta principal del edificio con el patio trasero. Arriba, en el sobrado, con acceso independiente desde el patio, se situaba el pósito. El edificio está compuesto por dos crujías en forma de “L” y un patio empedrado con pozo. En la pared trasera del patio todavía se observa una antigua y amplia puerta para carros posteriormente tapiada. Comunicaba el edificio con la era comunal de la villa, situada a sus espaldas.
En 1731, estando la corte de Felipe V instalada en Sevilla, se destapó una conspiración contra el rey llevada a cabo por un teniente de la guardia real, Jaime Velaz de Medrano, marqués de Tabuérniga. Fue conducido desde Sevilla a cumplir prisión al castillo de Vélez-Málaga y en una carta escrita años después cuenta cómo pasó la primera noche de su viaje:

Yo fui conducido á el lugar de Gandul, dos leguas distante de Sevilla, adonde vino D. José Patiño aquella noche para tener conmigo una notable y larga conferencia, con la destreza que era propia de aquel gran Ministro (...) se volvió a la Córte, y yo, con la tropa de mi escolta, proseguí mi ruta á el castillo de Velez Málaga, preso, y quitada la palabra y por escrito toda información.

Es muy probable que el marqués de Tabuérniga fuera confinado esa primera noche de su viaje en el calabozo municipal de Gandul, donde recibiría la visita de José Patiño.
Quizás el último de los usos que mantuvo la Casa del Concejo fue el de cárcel de la población, antes de convertirse en vivienda para los trabajadores de la finca. De ahí el nombre con el que ha perdurado entre los últimos habitantes de Gandul. En la década de 1850 se barajó la posibilidad de que se alojara en el edificio una casa cuartel de la Guardia Civil, cosa que no llegó a producirse. Aunque abandonada y sin uso, se conserva en buen estado.

### La iglesia de San Juan Evangelista

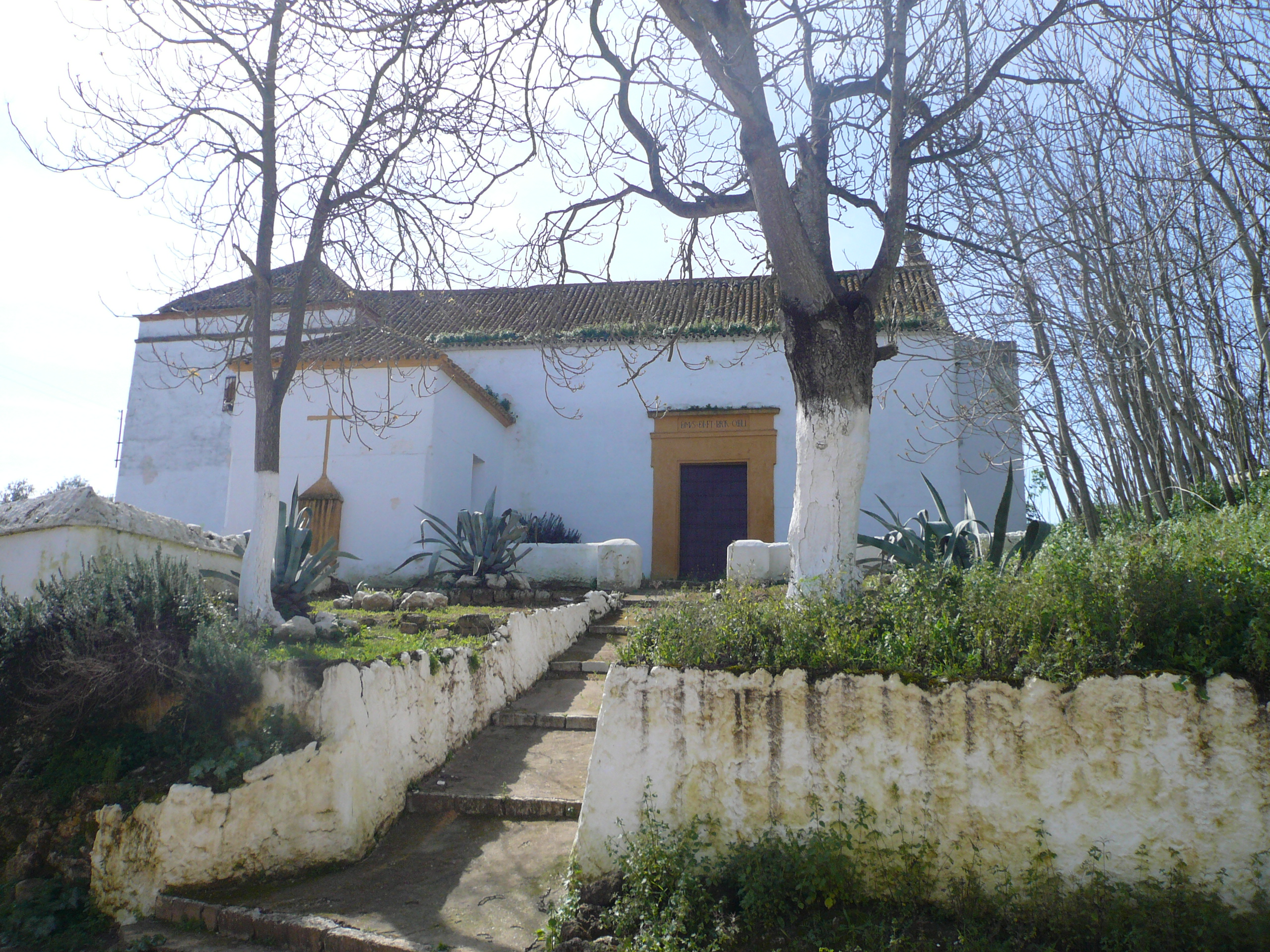
Acceso a la iglesia desde la antigua calle Real

La antigua parroquia del lugar es un templo situado sobre un altozano denominado “La Peana”. Está constituido por una sola nave cubierta con artesonado de madera. En su cabecera se levanta la capilla mayor la cual presenta las características propias de la qubba de tradición mudéjar: planta cuadrada, bóveda octogonal sobre trompas y cubierta piramidal de tejas a cuatro aguas. De la nave principal de la iglesia surge una capilla lateral de planta rectangular, cubierta con falsa bóveda de cañón con lunetos al gusto barroco, que servía como sagrario. Junto a la torre-espadaña, también existió una pequeña capilla bautismal hoy arruinada, ambas a los pies de la nave. El antiguo complejo parroquial se completa con la sacristía y la casa rectoral, articuladas en torno a un patio al sur del templo con acceso al exterior.

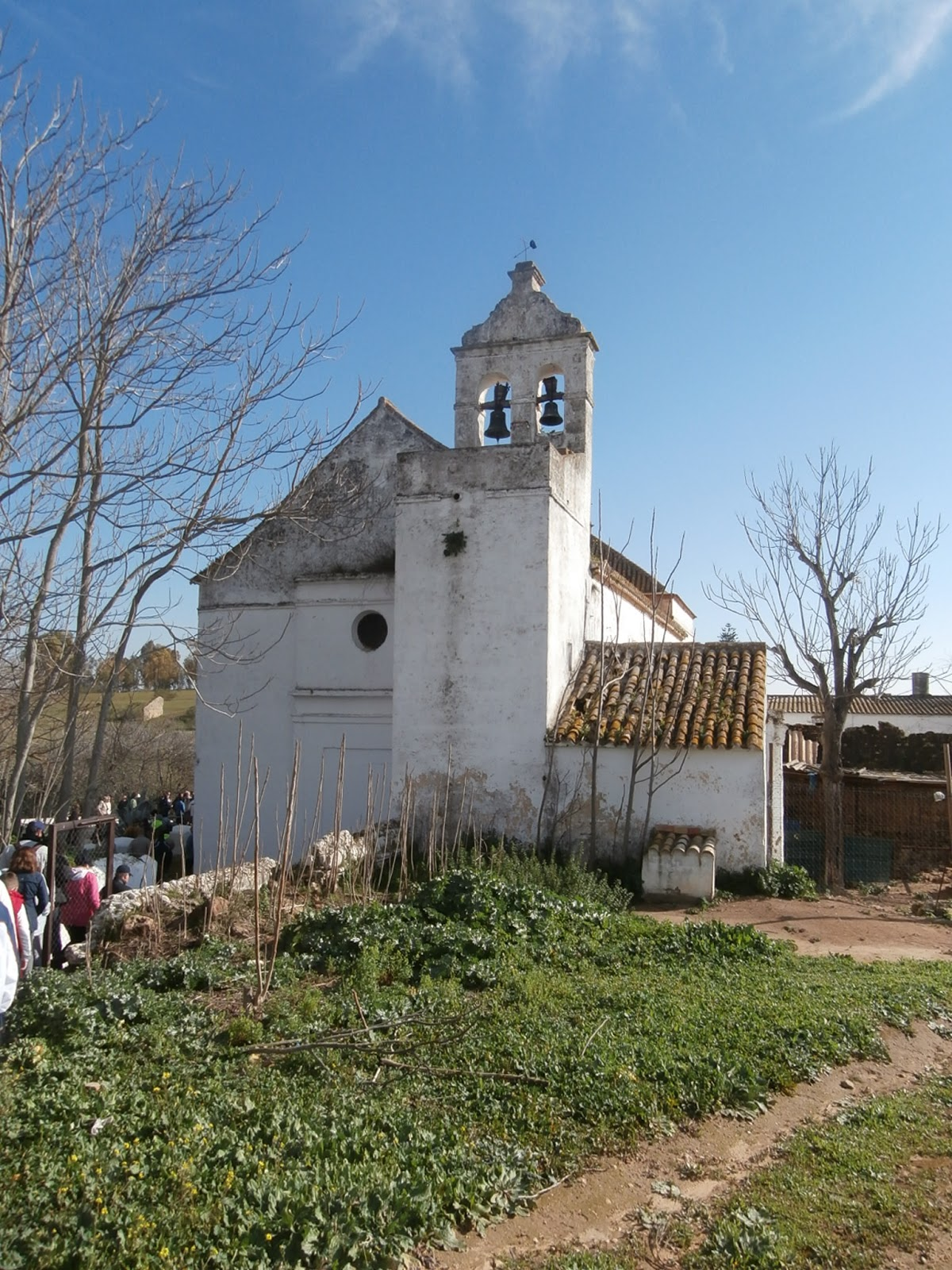
Portada de los pies de la nave y torre-espadaña

La puerta principal de la iglesia, en el muro del evangelio de la nave, se abre hacia una escalinata que baja a la antigua calle Real. Está enmarcada en una moldura que simula dos pilastras con orejeras y un dintel recto sobre el que está escrita en latín la leyenda: “DOMVS DEI ET PORTA COELI” (casa de Dios y puerta del cielo). Existe otra portada con decoración similar a los pies de la nave, aunque se encuentra cegada.
De entre el mobiliario de la iglesia de Gandul destaca sin duda el retablo mayor, que preside el presbiterio. Está compuesto por tres pinturas, atribuidas a Juan de Uceda, que formarían parte del primitivo retablo instalado en el siglo XVII, como dice el texto que preside el arco toral de la iglesia:
“A honra y gloria del Santísimo Sacramento, reedificó esta su capilla, ilustró y acabó y pintó su retablo D. Lucas de Jáuregui, Veinticuatro de Sevilla, Alcaide de Constantina, Sr. De las villas de Gandul y Marchenilla año de 1627.”
La pintura central, de grandes proporciones, representa la escena mística de la comunión de la Virgen de manos de San Juan Evangelista, revestido con casulla a modo de sacerdote, en presencia del resto de los discípulos de Jesús y todo presidido por un rompimiento de gloria, desde donde observan la escena las tres personas de la Santísima Trinidad. En los otros dos cuadros situados a izquierda y derecha de la pintura central, de menores proporciones, figuran San Miguel y San Fernando. Esta última pintura es especialmente interesante porque constituye un precedente del grabado de San Fernando que en 1630 pintó en Roma Claude Audrán; grabado que sirvió como imagen oficial del santo de cara al proceso de beatificación que se iniciaría poco después y que además sería el modelo de toda la iconografía fernandina posterior.
En 1804 se volvió a renovar la capilla mayor en el marco de una gran restauración de la iglesia, insertándose las pinturas de Juan de Uceda en un nuevo retablo al que se incorporaron otras dos tablas situadas en el banco: San Francisco de Asís y el beato Álvaro de Córdoba, patronos de la casa marquesal de Gandul.
También destaca en la capilla mayor el zócalo de azulejos sevillanos del siglo XVI, de los llamados de clavo, que recorre la pared y el frente de altar.
La capilla lateral, además de servir como sagrario, está dedicada a la Virgen del Rosario, patrona de la villa, que preside un retablo barroco en color caoba. La imagen es una talla policromada de vestir propia del siglo XVII. En octubre se celebraba una novena en su honor que culminaba con un rosario nocturno por el despoblado llevando en procesión a la Virgen.
Desde la Edad Media la iglesia de Gandul fue considerada como una capilla más de la Catedral de Sevilla, y de hecho los párrocos eran nombrados por el cabildo catedralicio como si fueran capellanes del templo metropolitano. Por esta razón sobre una de las hojas de la puerta de la iglesia se halla colocada una cruz patriarcal de madera, símbolo de la sede arzobispal. También en virtud de esta condición de capilla de la catedral, en los años 1513 y 1514 los canónigos y el arzobispo de Sevilla pagaron la adquisición de ornamentos y libros litúrgicos, entre ellos un salterio, destinados a la iglesia de Gandul
A pesar de la despoblación de su feligresía y de la supresión del municipio, la Iglesia de San Juan Evangelista siguió durante todo el siglo XIX y parte del XX conservando el carácter de parroquia, aunque sus párrocos solían residir en Alcalá y solo se trasladaban a Gandul para decir misa, impartir la doctrina y administrar los sacramentos. No fue hasta 1911 cuando desapareció el estatus de parroquia en la reordenación de los distritos parroquiales llevada a cabo ese año en la Archidiócesis de Sevilla. De todas formas siguió siendo atendido el culto por el último párroco que ocupó el puesto, José María Fuentes Calderón, hasta que murió en 1930. Desde entonces, los domingos y otras fiestas de guardar, se encargaron de celebrar la misa en Gandul el párroco o el coadjutor de la parroquia de Santiago de Alcalá de Guadaíra, los frailes de la orden tercera capuchina que regentaban el cercano reformatorio de San Francisco de Paula, y posteriormente, desde 1960, el párroco de San Agustín de Alcalá.
Con el abandono de la finca de la mayor parte de las familias de los jornaleros y trabajadores que vivían allí de manera permanente, la iglesia de Gandul fue cerrada al culto. Desde entonces sólo han tenido lugar esporádicamente ceremonias privadas como bautizos, primeras comuniones, misas de difuntos o enterramientos en el panteón familiar de los marqueses.

### El cementerio

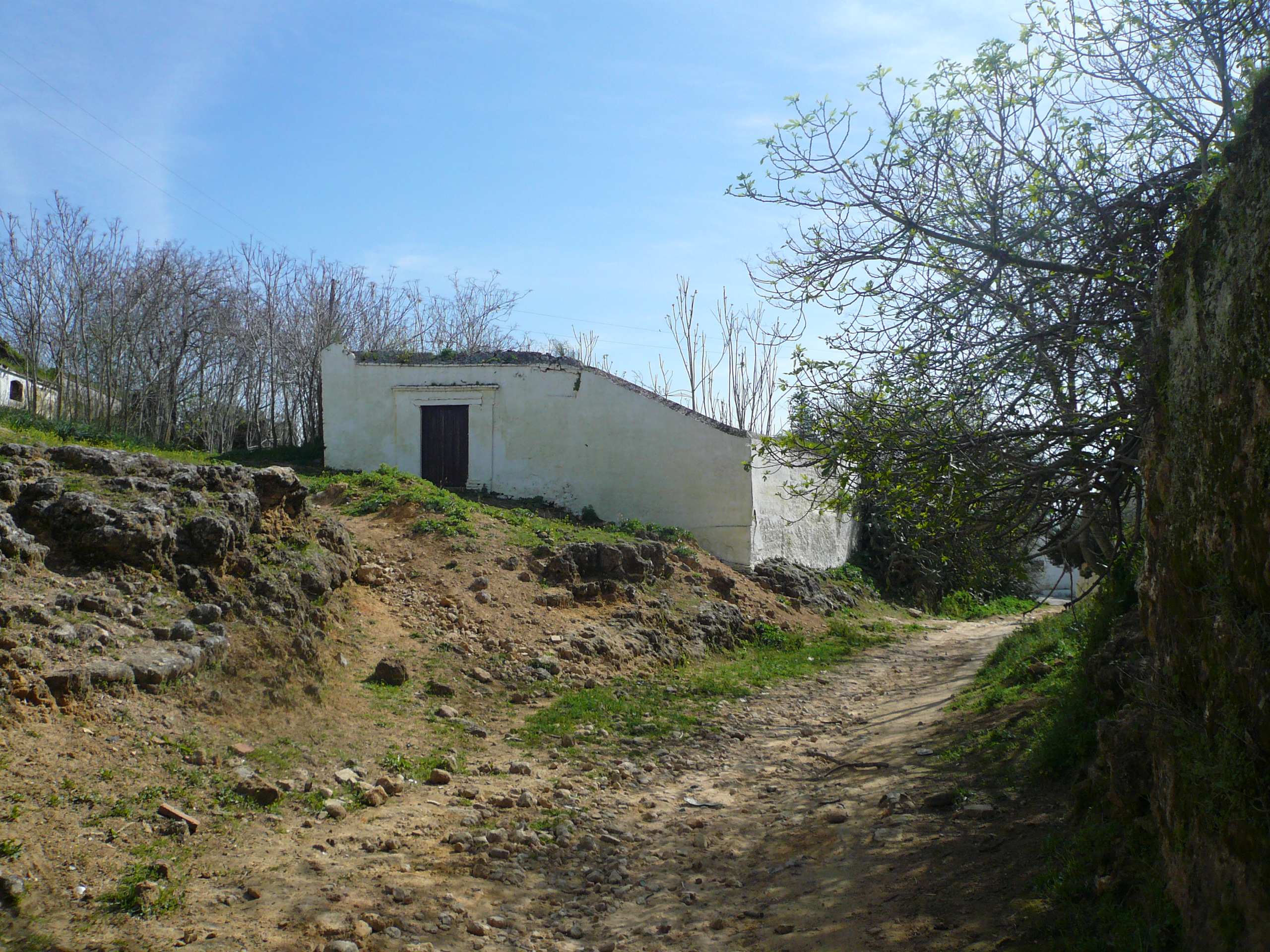
Fachada del cementerio de Gandul

Se sitúa en frente de la iglesia, al otro lado de la calle Real y muy próximo a la Cárcel, de la que lo separa un callejón que el Catastro de Ensenada denomina «del Horno de Vinagre». Se trata básicamente de una tapia que rodea un pequeño recinto, con una única puerta de acceso enmarcada en una sencilla portada adintelada. La fachada del cementerio y la de la Cárcel son casi perpendiculares, formando ambos cerramientos una pequeña placita que se asoma al desnivel que produce la zanja del camino real.
Primitivamente fue hospital, donde tenía su sede la hermandad de la Vera-Cruz, una de las cuatro cofradías religiosas que llegó a tener la villa. Se desconoce la fecha exacta de su fundación, pero a finales del siglo XV, Alfonso de Velasco, señor de Gandul, dona en su testamento cuatro camas de ropa al hospital de Gandul. El humilde hospital no era más que una capilla alargada donde se veneraba al crucificado de la Vera-Cruz, una imagen dolorosa de la Virgen y otra de San Juan, junto con unas dependencias anexas donde se situaban las camas de los enfermos y transeúntes y un pequeño patio con aljibe. Todavía se conservan restos de pintura mural en el intradrós de un arco que comunicaba la capilla del hospital con una estancia contigua, que bien pudiera haber servido de sagrario. La pintura representa lo que parece ser un farol de mano, como los que solían acompañar a las procesiones sacramentales.
En 1804 el edificio solo era ya un cercado de tapia que alojaba el cementerio parroquial. Las fosas se cavaban en la tierra, alineadas perpendicularmente a los muros que quedaban en pie de la capilla, y se señalaba la sepultura con una cruz incisa sobre el paramento. Los últimos enterramientos que se practicaron en el cementerio de Gandul tuvieron lugar en la década de 1920.

### El cortijo de Los Llanos de Gandul

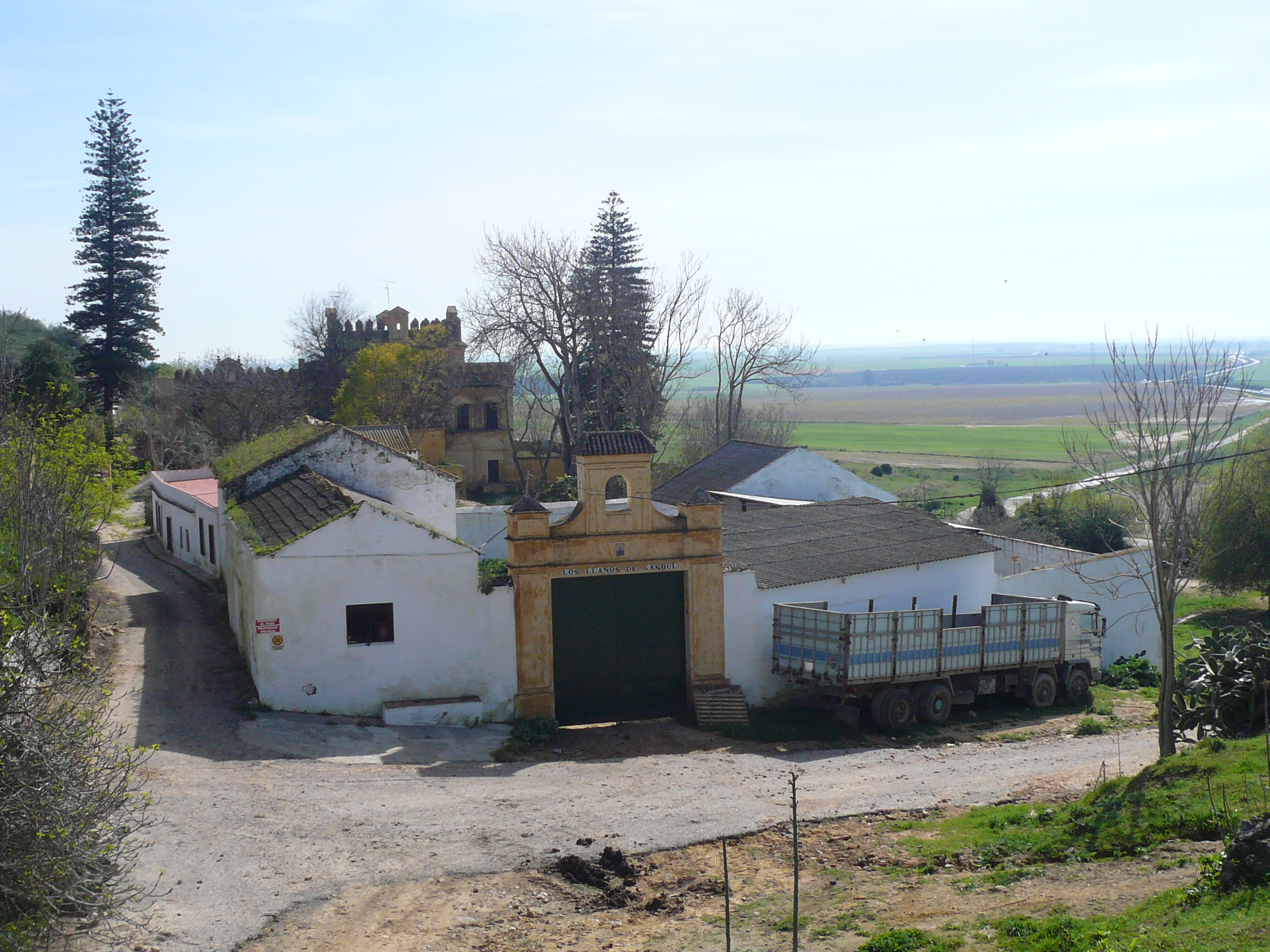
Cortijo Los Llanos de Gandul, situado dentro del despoblado.

Las propiedades de los marqueses de Gandul estaban incluidas en un mayorazgo que pasaba íntegro a un solo heredero con el objeto de que el patrimonio familiar nunca disminuyera. Con la definitiva abolición del régimen señorial en 1837 también fueron suprimidos los mayorazgos, con lo que se permitía a partir de entonces que los extensos patrimonios de las familias nobles se repartieran entre todos los hijos. La primera vez que se dio en Gandul tal situación después de la supresión del mayorazgo fue en 1911, cuando falleció el marqués don Francisco Pacheco y Núñez de Prado dejando varios herederos.
El conflicto por el reparto de la herencia tardó décadas en resolverse. El título, así como la mayor parte de la finca de Gandul, correspondieron al único hijo varón, sin embargo se hicieron otras dos particiones para sus hermanas que mermaban la propiedad familiar. Uno de estos lotes correspondía al cortijo de Marchenilla, junto con los molinos de harina y huertas de su entorno, y otro, a una serie de tierras de cultivo cercanas al arroyo Salado (hazas de Los Llanos) así como varias casas que aún quedaban habitables en Gandul.
Con este último lote, en la década de 1940, sus propietarios levantaron un cortijo en el despoblado agrupando tres casas contiguas que permanecían alineadas a lo largo de la antigua calle Real, a las cuales añadieron las instalaciones propias de una explotación agrícola. El nuevo cortijo quedó articulado en torno al clásico patio de labor al que se accedía por una portada con el nombre de la explotación: Los Llanos de Gandul.

### El palacio de los Marqueses de Gandul

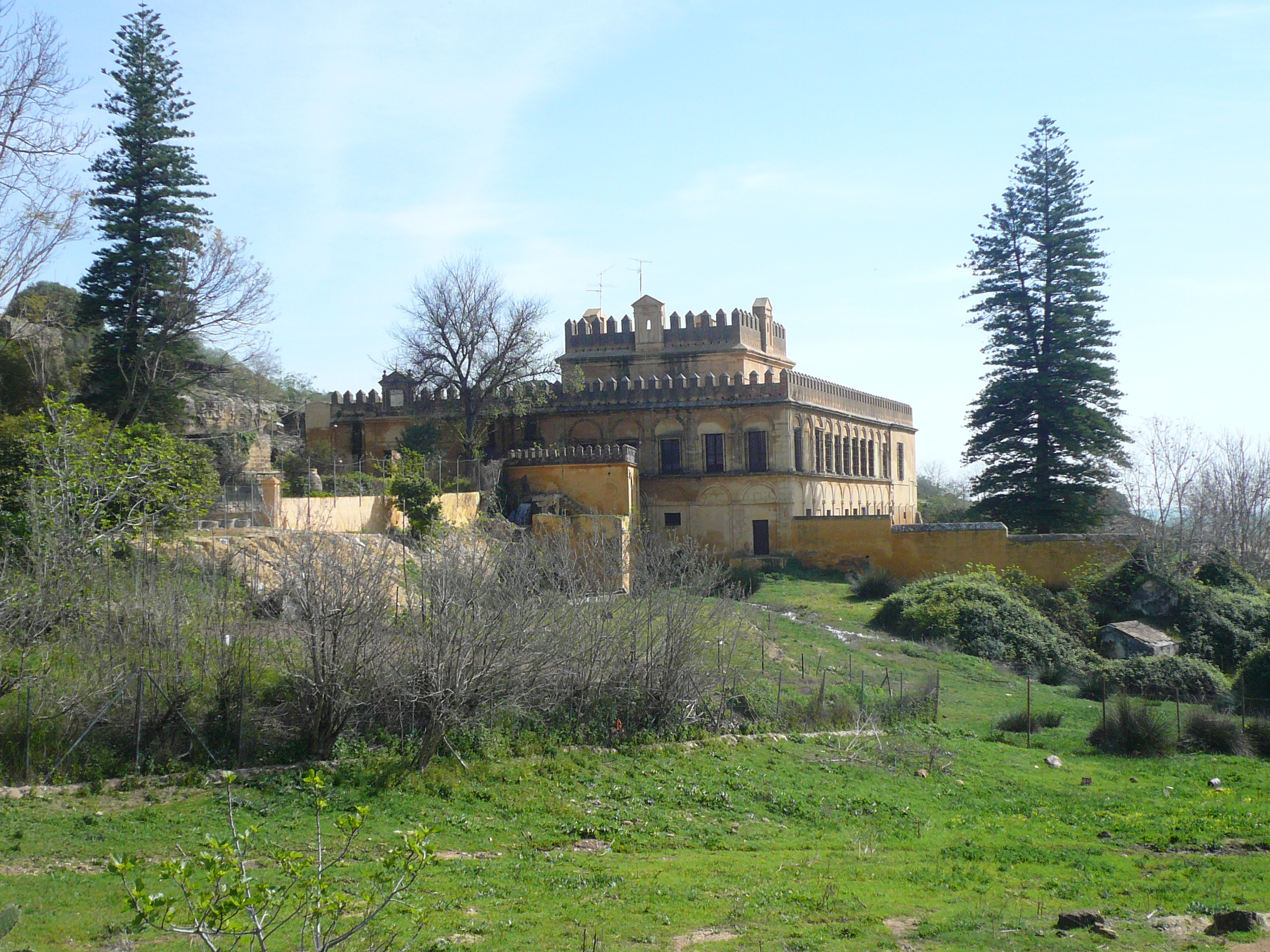

Se trata de una casa palaciega rústica construida por los Jáuregui a principios del siglo XVII, poco después de adquirir el señorío. Fue siempre concebida como segunda residencia de sus propietarios, una forma de hacerse presentes en su estado, ya que la vivienda principal estaba en Sevilla. Es un edificio protobarroco, de la transición del manierismo al barroco propiamente dicho, en el que se combinan espacios residenciales privados, zonas de servicio, granero, corrales y jardines.
El palacio es de una sola planta, aunque al estar construido sobre una pendiente parte del edificio se apoya en un semisótano, lo cual hace que desde el sur parezca que el palacio tenga dos alturas. El acceso se hace a través de un patio en el que confluyen las zonas privadas y de servicio. Las estancias privadas están articuladas en torno a un gran salón desde el que tienen acceso directo. La cubierta exterior de este salón se corresponde con la cota más alta del edificio.
A lo largo de la segunda mitad del siglo XVIII, al mismo tiempo que se iba acentuando la decadencia y el despoblamiento de la villa, los marqueses de Gandul dejan de frecuentar el palacio como residencia. Por consiguiente, el inmueble fue cayendo en un progresivo estado de abandono. A partir de entonces solo se siguieron utilizando algunas dependencias relacionadas con su uso como casa de labor, tales como el granero, la huerta, los corrales o la vivienda de los caseros.
En 1809 el viajero, escritor y parlamentario inglés William Jacobs hablaba del palacio de Gandul en los siguientes términos:

Más adelante fui sobre pésimos caminos, a Gandul, una villa que da título de Marqués a su propietario, quien posee lo que aquí llaman un palacio. La mansión es buena; pero el mobiliario, exceptuando las pinturas, es de menos valor que los utensilios de su cocina.

Veinte años más tarde, Washington Irving también constataba la degradación del palacio:

Visitamos el palacio, antes residencia del Marqués de Gandul. Todo estaba en decadencia; sólo había dos o tres habitaciones habitables y muy pobremente amuebladas. Sin embargo allí estaban los restos de pasadas grandezas: una terraza, donde hermosas damas y nobles caballeros pudieron haber paseado alguna vez; un estanque y un abandonado jardín, con un emparrado y palmeras datileras.

No fue hasta la segunda mitad del XIX cuando el palacio de Gandul fue rehabilitado y utilizado otra vez por sus propietarios. En la década de los años setenta del siglo XX sufrió una desafortunada restauración en la que se eliminaron las cubiertas de teja, sustituyéndolas por terrazas planas y pretiles almenados, destruyendo así la primitiva silueta del edificio.

### El castillo

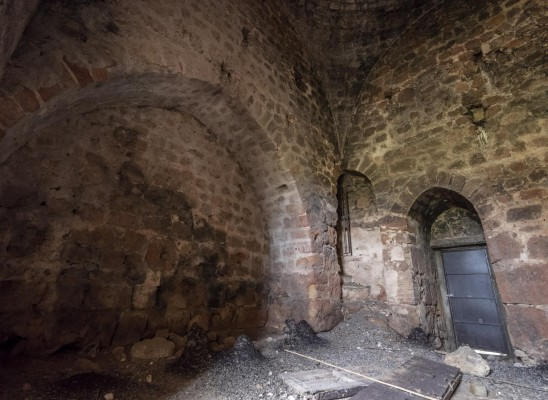

El castillo o torre de Gandul es una construcción que domina el despoblado desde la coronación del escarpe, sobre el palacio. Su aspecto es el resultante de una mezcla de distintas fases constructivas.
La planta baja de la torre se corresponde con su primitiva función defensiva. Es una obra probablemente del siglo XIV construida en sillares aunque sobre un basamento de origen almohade. Esta planta baja consta de una gran cámara cuadrada con dos puertas de acceso enfrentadas (una al norte y otra al sur), una bóveda semiesférica de ladrillo cubriendo la estancia y una escalera que comunica con el siguiente nivel.

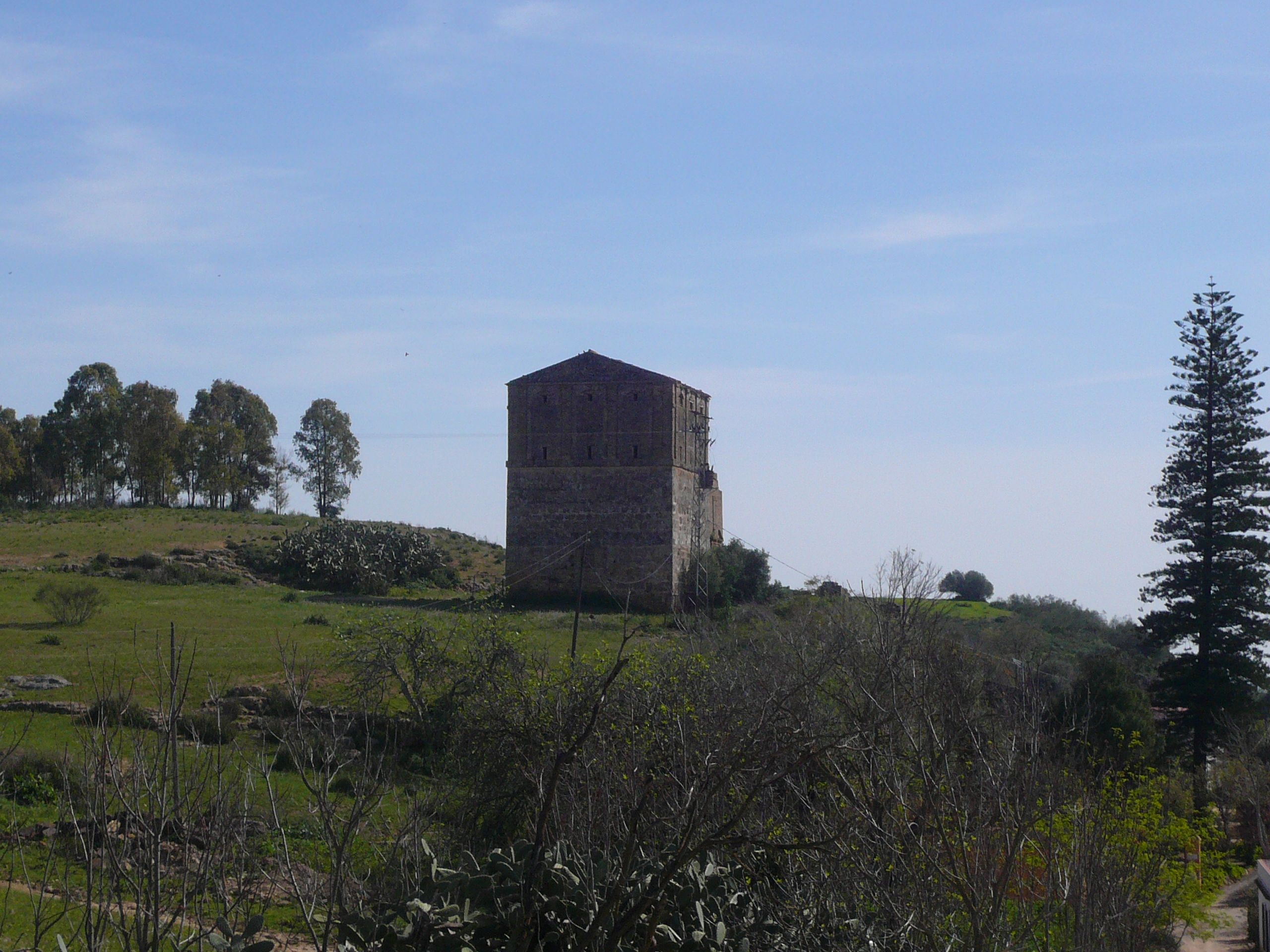

El primer piso es otra fase diferente. Se trata de una obra en ladrillo de principios del siglo XVII que sigue el mismo esquema decorativo de arcadas ciegas que el palacio. Su cubierta es un tejado a dos aguas y no tiene vanos abiertos al exterior. Anexa a la torre hay una estancia construida en ladrillo con una portada manierista labrada en su paramento sur y cubierta con un tejado a dos aguas. Estos añadidos sobre la obra medieval parecen ser un intento frustrado de los Jáuregui de habilitar la antigua torre defensiva de Gandul como residencia. Se debió de abandonar el proyecto y en consecuencia se edificó el actual palacio; más amplio y con mejores accesos, a una cota más baja e integrado en la población.
La planta alta de la torre siempre fue utilizada como palomar. En cambio la planta baja ha servido como aprisco para guardar cabras, como pajar, y como vivienda para trabajadores de la finca, para cuyo caso se practicó una ventana en el muro oeste de la torre que actualmente está cegada.
Durante la Guerra Civil una compañía de la unidad de transmisiones de la Legión Cóndor se halló destacada en la finca de Gandul. Los alemanes instalaron una antena de radio en la torre y mientras permanecieron allí utilizaron el palacio como cuartel.
El estado de conservación del castillo de Gandul es aceptable, aunque la estancia anexa a la torre sufrió un incendio en 1991 en el que perdió el tejado.

### Los molinos
Son tres molinos hidráulicos pequeños, de los llamados de cubo o atarjea, de un solo par de piedras: el de Arriba, el de Enmedio y el de Abajo. Se hallan abandonados y en ruinas aunque estuvieron en funcionamiento hasta la década de 1960. Se trata de los últimos molinos tradicionales que permanecieron activos en la comarca. Eran propiedad de los marqueses de Gandul pero explotados en régimen de arrendamiento.

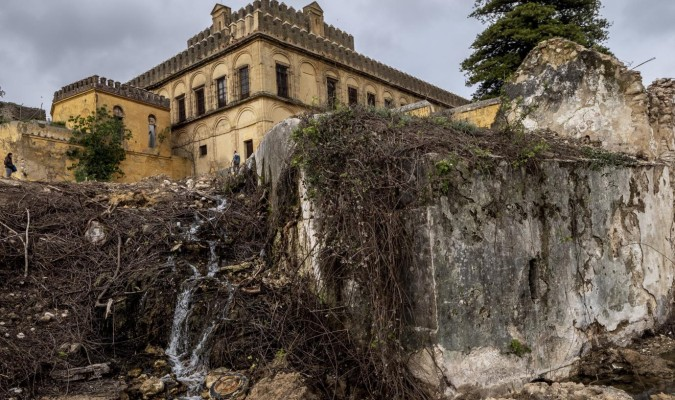
Molino de Arriba (muy cercano a la fachada del palacio) y molino de Abajo (en primer plano y en ruinas)

El molino de Arriba se sitúa aprovechando el primer desnivel del arroyo Madre de Gandul. A finales del siglo XIX fue clausurado por sus propietarios y se integró en el jardín del palacio convirtiéndose en mirador neomudéjar.
El molino de Enmedio está muy cerca del de arriba y actualmente apenas es reconocible entre la maleza del arroyo. En la canalización o atarjea que conducía el agua entre los dos molinos se situaba el lavadero de los habitantes de la villa y después finca de Gandul. Washington Irving nos describe en su breve visita una escena que presenció en la puerta este molino:

Debajo del palacio, había un molino con naranjos y áloes enfrente y una regular corriente de agua cristalina. Nos sentamos a la sombra, y los molineros, interrumpidas sus faenas, también lo hicieron para fumar con nosotros, pues los andaluces están dispuestos siempre a charlar. Estaban esperando la acostumbrada visita del barbero, que venía a poner orden en sus barbas una vez por semana. Llegó poco después: un chico de diecisiete años, montado en un burro,  entusiasmado por enseñar sus nuevas alforjas o angarillas, recién compradas en la feria, al precio de un dólar, a pagar el día de San Juan (en junio), para ese momento confiaba haber segado barbas suficientes y tenerlo ahorrado.

El molino de Abajo fue el último en permanecer habitado. Aunque está en ruinas, todavía son visibles sus dos plantas y el acueducto elevado en forma de gruesa pared que conducía el agua del arroyo hasta él. A principios del siglo XIX había instalada en el molino una fábrica de papel de estraza que quedó desmantelada tras la invasión francesa. Posteriormente continuó moliendo grano hasta su abandono en los años sesenta del siglo XX.

## El pan de Gandul
Una de las actividades preferentes de los habitantes de la antigua villa de Gandul, al igual que de otras localidades de su entorno como Alcalá, Mairena o Utrera, era la elaboración y abastecimiento de pan a Sevilla. En el siglo XVI el pan proveniente de Gandul se considera uno de los mejores que se puede consumir en la ciudad. De hecho, algunos de los más importantes literatos de la época se encargaron de inmortalizarlo a través de sus obras.
Miguel de Cervantes se hizo eco de la fama que este pan tenía en Sevilla en su relato breve Rinconete y Cortadillo, incluido dentro de la recopilación Novelas Ejemplares:

…manifestó luego medio queso de Flandes, y una olla de famosas aceitunas, y un plato de camarones, y gran cantidad de cangrejos ahogados en pimientos, y tres hogazas blanquísimas de Gandul.

Otros escritores del Siglo de Oro español también hacen referencia al pan de Gandul, como Lope de Vega, en su obra teatral Los Vargas de Castilla:

Pan de Gandul de mi vida,
 
Roscas de Utrera del cielo,
Alcaparrón como el puño,

Aceitunas como el cuerpo...

O en la obra titulada El Rey Don Pedro en Madrid, que se discute si es de Lope de Vega o de Tirso de Molina:

No á traerte viene

Roscas de Gandul,
Sino pan de perro,

Que coció Adamuz.

También hablaron de la calidad de este pan alguno de los conocidos como romances de germanía, como este de Matheo Briçuela titulado La vida en la galera, publicado en Barcelona en 1603:

Emperador sempiterno

Mi pena remedialá
Y sácame deste infierno,
Porque coma del pan tierno

De Gandul y de Alcalá.

Pedro Calderón de la Barca en su obra burlesca Céfalo y Pocris (1662) dice en boca de uno de sus personajes:

Con este intento, guardadas

las tuvo mi rectitud,
donde nada las faltó;
digalo la prontitud,
de su servicio, qué tortas
no las traxe de Gandul!
qué melones de Guadix!
qué conejos de Adamuz!
qué perdices de Bersox!
qué miel de Calatayud!
qué espiriegas de Aranjuez!
ni qué pimienta de Ormuz!
hasta traerlas de Argel

alcotanes, y alcuzcuz

.

## Gandul en la literatura
Aparte de las referencias al pan por varios autores del Siglo de Oro y de la mención que hacen algunos viajeros como Washington Irving, hay otras obras literarias que tienen como telón de fondo a Gandul.
A principios del siglo XIX aparece un sainete anónimo titulado La novia de Gandul. Existe constancia documental de que se representó en el Teatro del Príncipe y en el de la Cruz, ambos en Madrid, en los años 1816, 1817 y 1822, aunque no se tiene noticia de su libreto.
En 1844 el escritor y periodista sevillano Manuel María de Santa Ana (1818-1894), fundador años después del periódico La Correspondencia de España, publica Cuentos y Romances andaluces: cuadros y rasgos meridionales. En el romance titulado Diego Corriente, el famoso bandolero protagonista del relato socorre a un campesino habitante de Gandul que ha sido despedido por su amo.
Dos años más tarde, en 1846, sale a la luz en Sevilla la novela romántica La Tapada, opera prima de José María Gutiérrez de Alba. La historia se desarrolla en la época medieval, y en ella el señor de Gandul se enamora de una joven de Alcalá a la que rapta y se lleva a su castillo.

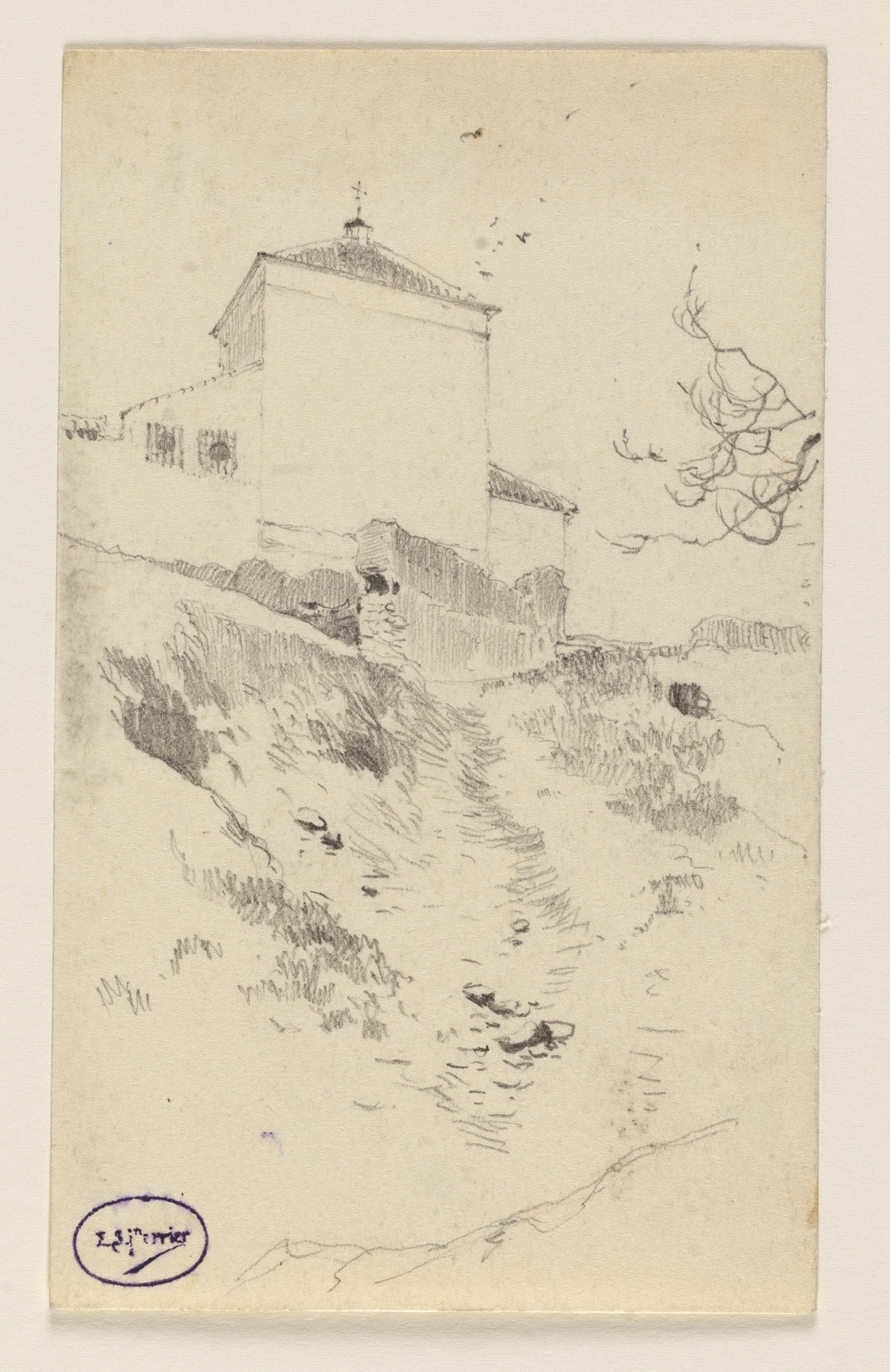
Iglesia de San Juan Evangelista de Gandul (1880-1885), dibujo a lápiz de Emilio Sánchez Perrier

Por su parte, el poeta sevillano Fernando de los Ríos y Guzmán (1886-1972) escribió otra novela, en este caso costumbrista, llamada Las Fieras de Andalucía, que salió a la luz en 1929. La trama está ambientada a finales del siglo XVIII y tiene lugar en la villa de Gandul, donde se oculta una partida de bandoleros que durante el día son honrados vecinos y por la noche asaltan diligencias.
Dos décadas después de que saliera a la luz Las Fieras de Andalucía, el escritor francés Paul Morand, tras una larga estancia en Sevilla invitado por Joaquín Romero Murube, publicó en 1951 su obra Le Flagellant de Séville. Ambientada en los años de la invasión napoleónica, el autor de la novela hace recalar en Gandul a su protagonista, Don Pablo. Morand se detiene en describir el torreón medieval que domina la aldea, así como las faenas propias del ganado bravo, que bien pudo presenciar en persona allí.
Por esa época Manuel Halcón escribió uno de sus Cuentos titulado El señor de Gandul llega tarde a una cita, en el que relata, en un ambiente costumbrista andaluz, lo que le ocurre al dueño de la finca de Gandul un buen día que acude a la feria de ganado de Mairena del Alcor. Manuel Halcón era propietario de un cortijo cerca de Gandul llamado El Cañuelo.

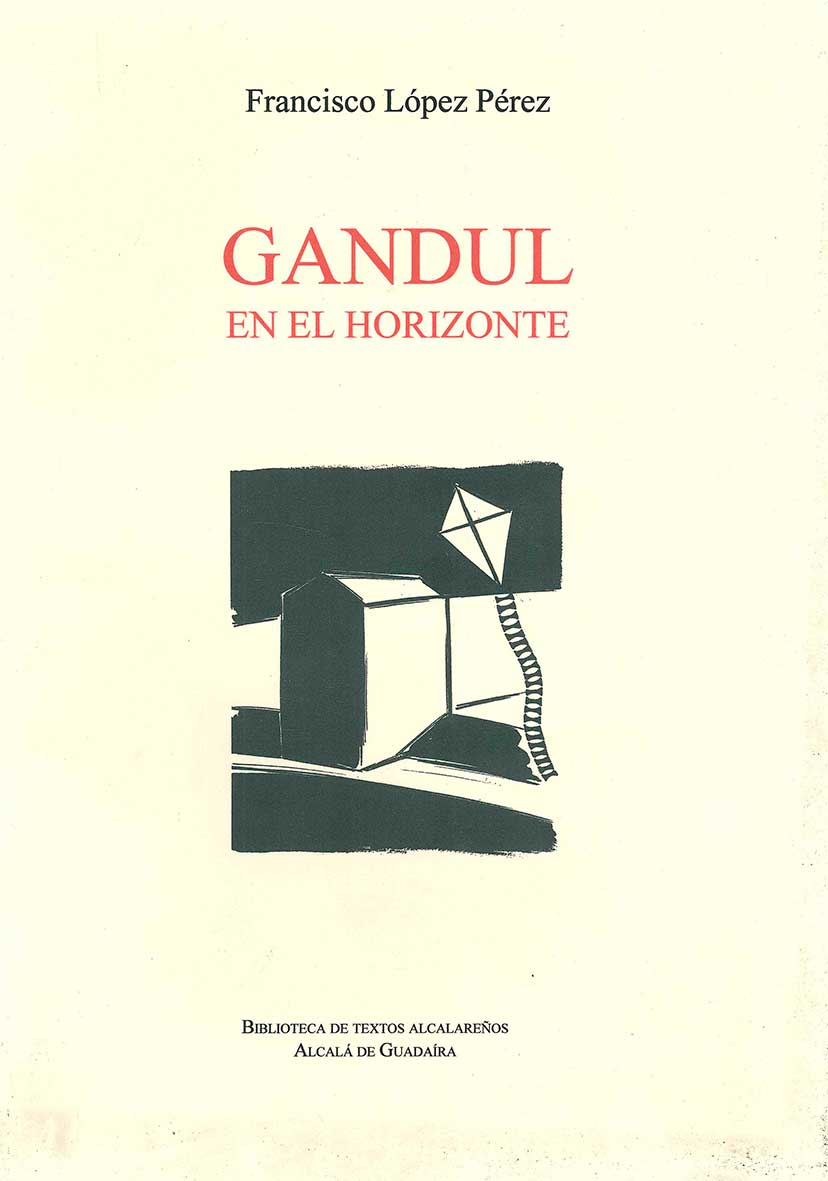

Gandul en el Horizonte (2004), describe desde un punto de vista histórico y antropológico la vida de la última comunidad que habitó en la finca a mediados del siglo XX, y de las pervivencias que había entre ellos de la antigua villa que desapareció un siglo atrás. Su autor, Francisco López Pérez, que creció en esa comunidad rural de campesinos andaluces, cuenta sus experiencias apoyado en la recopilación de testimonios orales y en la investigación histórica.
Por último, en la novela de Nerea Riesco El elefante de marfil (2010), ambientada en la Sevilla de la segunda mitad del siglo XVIII y las primeras décadas del XIX, los protagonistas frecuentan en diversas ocasiones la tertulia del marqués de Gandul, sin duda inspirada en las veladas literarias que por aquella celebraban en la residencia sevillana del marqués de Gandul un grupo de jóvenes poetas neoclásicos autodenominados Academia de los Horacianos.
Por otra parte, existen noticias referentes a dos autores naturales de Gandul, ambos religiosos, que alcanzaron cierto renombre en la Sevilla del siglo XVIII. Uno de ellos fue Francisco Sánchez de Quesada (¿?-1777), cuyas primeras noticias hablan de que era abogado de los Reales Consejos y del Colegio de Sevilla. Parece que fue suya una famosa expresión jocosa que se refería comúnmente en la Audiencia: «ni visto, ni oído, ni entendido». En 1719 se graduó en cánones por la Universidad de Sevilla. Ordenado presbítero ganó fama como predicador evangélico. Existen referencias históricas de que dejó escrito un libro titulado Del modo de rezar el rosario de Nuestra Señora la Virgen Santísima (1761), si bien no ha sido localizado ningún ejemplar de él.
El otro autor gandulero del que se tienen referencias fue fray Nicolás Sánchez Cobano (¿?-1803), religioso dominico, poeta y orador sagrado. Su padre está enterrado en la iglesia de Gandul, a la entrada de la capilla del sagrario, bajo una lápida en el pavimento que dice:

Esta sepultura es de D. Alonso Sanchez Cobano, Familiar del Sto. Oficio.
Año de 1736. R.I.P.A.

Llegó a prior de los conventos sevillanos de Santo Domingo de Portaceli (desaparecido tras la Desamortización) y de la casa grande de los dominicos en la ciudad, el convento de San Pablo, actual parroquia de la Magdalena. Fue también examinador sinodal, provincial y vicario general de la orden. Escribió en su juventud un libro de poesía titulado Flores del Parnaso, obras poéticas castellanas (1744) pero fueron sin duda sus sermones, sobre todo de honras fúnebres, los que más fama y prestigio le dieron como predicador sagrado a nivel nacional, publicándose multitud de copias de ellos. De hecho fue autor, entre otros, del sermón correspondiente a los funerales que se celebraron en Madrid en 1766 en memoria del infante Felipe de Borbón, Duque de Parma.

## Pervivencias en localidades vecinas
Muchos de los habitantes del lugar que emigraron a Alcalá de Guadaíra y Mairena del Alcor a lo largo de la segunda mitad del siglo XVIII, recibieron en los padrones de estas localidades el apellido Gandul, en clara referencia a su origen. Hoy en día Gandul es un apellido frecuente entre los habitantes de Alcalá de Guadaíra, y en menor medida en Mairena del Alcor y la propia Sevilla.
Tanto en Alcalá como en Mairena existen sendas calles denominadas Gandul que, en ambos casos, se corresponden con la entrada o salida en el casco urbano del camino que conectaba con esta antigua villa. En el caso de la calle Gandul de Alcalá se trata de un nombre popular ya que oficialmente la calle se llama Madueño de los Aires. 
En el centro urbano de Alcalá de Guadaíra, en la popularmente conocida como calle de la Cañada, se conserva la que fue residencia de los marqueses de Gandul en la localidad. Alguno de los marqueses fue hermano mayor de la cofradía del Santo Entierro de Alcalá de Guadaíra, por ello el escudo de la hermandad luce una corona marquesal.
Una vez que se suprimió la parroquia de Gandul en 1911, la cruz parroquial pasó a Alcalá, donde se conserva actualmente como cruz procesional de la hermandad de Nuestra Señora del Águila. También en la iglesia de Santiago de dicha localidad existe un retablo proveniente de la antigua parroquia de Gandul. Se trata del retablo de Ánimas, situado en la nave del Evangelio, que fue trasladado a Alcalá después del incendio de Santiago en julio de 1936.

## Protección patrimonial
El conjunto del despoblado de Gandul integrado por el palacio, la torre y la iglesia está declarado desde el 25 de junio de 1985 como Bien de Interés Cultural (BIC). También es BIC la zona arqueológica que rodea al despoblado, conocida como Necrópolis Dolménica de Los Alcores, aunque queda fuera de esta catalogación la dehesa del Palmar y la Mesa de Gandul debido a que nunca han sido convenientemente excavadas.
El hecho de que algunos elementos del despoblado sean monumentos catalogados, no implica que las administraciones se preocupen por su estado de conservación. Solo sus propietarios los mantienen, sin ningún plan de conservación ni proyecto de puesta en valor.
Ante esta situación, en 2007 se constituyó una plataforma ciudadana en Alcalá de Guadaíra bajo el lema “Gandul Parque Cultural, ya”, promovida por la Sociedad Ecologista Alwad-ira, a la que se unieron otros colectivos. Su objetivo es que, al amparo de la nueva Ley de Patrimonio Histórico de Andalucía que define la figura de “zona patrimonial” gestionada por un órgano denominado “parque cultural”, se integren la zona dolménica, la Mesa de Gandul, y el despoblado en un espacio protegido.